# История Львова
Льво́в — крупнейший город на западе Украины, который на протяжении многовековой истории был научным, культурным и национальным центром региона. В древнейшие времена — столица Галицко-Волынского княжества древней Руси, впоследствии — административный центр Русского воеводства, автономного Королевства Галиции и Лодомерии. В 1918 году — столица ЗУНР. После вхождения города в состав Польской Республики Львов стал центром одноимённого воеводства. Во Второй мировой войне был освобождён от поляков Красной Армией , а затем захвачен немецкой армией. В послевоенный период отошёл к Советскому Союзу. С 1991 года — административный центр Львовской области независимой Украины.
Рассматривая всю историю развития Львова, можно увидеть по крайней мере четыре воплощённых в львовской архитектуре периода развития города, которые сформировали его дух. Русская архитектура задает главный тон городу, ренессансный Львов — город великого торгового пути, сецессионный — город трёх (украинского, польского и еврейского) национальных возрождений, а также город украинского и польского национального резистанса.
Львов является городом поликультурного наследия. На его византийскую основу наложились польское, немецкое, еврейское, армянское, австрийское, а затем российское и советское наслоения, через Львов происходила трансляция европейских веяний, через него шли на Украину католицизм, протестантизм, контрреформация, хасидизм, франкизм, сионизм.

## Основание города
Историки установили, что на месте современного Львова, в частности на Знесеньи и в центре города вокруг рынка «Добробут» ещё в V веке существовали поселения. Во время раскопок 1990—1991 годов на территории позади театра им. Заньковецкой, где в данный момент находится рынок Добробут, археологами были обнаружены свидетельства того, что на том месте непрерывно функционировало поселение городского типа начиная от VII—VIII веков. В частности, нашли ремесленный район, где кожемяки обрабатывали кожу. Кроме того, были найдены остатки ювелирного производства. Также в результате раскопок на площади Святого Духа возле костёла Иезуитов была найдена древнеславянская керамика VII—VIII веков. Похожие находки найдены возле Кафедрального собора. Существует версия, что поселение или ряд поселений тянулись вдоль реки Полтвы. Это был протогород, который предшествовал возникновению Львова.
Окружающие земли, вероятно, принадлежали племенному образованию Белых Хорватов. Впоследствии за них боролись Великоморавское княжество, Краковское княжество, пока в 981 году, по свидетельству Нестора Летописца они не были присоединены к Руси Владимиром Великим, который построил свой форпост — град Владимир (теперь Владимир-Волынский). После 1084 года, в связи с феодальной раздроблённостью, на части земель Волынского княжества образовалось Галицкое, к которому отошли поселения, которые стали зародышем Львова.
Укреплённый град был построен королём Даниилом I Романовичем и назван в честь старшего сына, Льва Данииловича. Дату первого упоминания о городе в советский период выводили на основании описания пожара столичного города Холма в Галицко-Волынской летописи, который случился ориентировочно весной 1256 года:

… И когда Даниил и Василько собирались к бою с татарами, случилось такое, как наказание за грехи. Занялся Холм через окаянную бабу, и пламя было такое, что из всей земли было видно зарево, также и со Львова по Белзских полях; ибо было пламя пожара.
Существует гипотеза об основании Львова Даниилом в 1247 году по случаю бракосочетания Льва Даниловича с венгерской принцессой Констанцией, дочерью короля Белы IV. За годы независимости, на основании анализа исходных материалов, Иван Паславский обосновал версию об основании Львова в 1240 году.
Город лежал на Галицко-Волынском пути — отрезке важного трансъевропейского торгового пути, тянущемся от Великого Шёлкового Пути и через Килию и Монкастро (теперь Белгород-Днестровский) ведшем к Галичу и далее до Кракова и Германии.

## 1253—1349: Королевство Русское (Галицко-Волынское государство): противостояние с Золотой Ордой
В 1253 году Даниил I Романович был коронован, что отныне он перестал считать себя вассалом Золотой Орды. Даниил повсюду строит крепости, одной из них был Львов. Его столица была в Холме, на западе Галицко-Волынского государства, у польской границы. Отныне «старшим» престолом считался галицкий, который был удостоен королевской традиции. За Галицией закрепилось название «Русь». «Младшим», княжеским, престолом был волынский.
Однако в 1259—1261 годах татары под началом Бурундая смогли восстановить контроль над западными русскими землями и укрепления Львова были разрушены. Когда умер король Данило I в 1264 году, его преемником стал не старший сын Лев, а второй сын Шварн. После смерти Шварна в 1269 году Лев I стал князем в Галиции (Руси), но вынужден был признать себя вассалом Орды. Учитывая нарастание польской угрозы, а также то, что древняя столица Галич лежала в руинах после монгольского погрома 1241 года, он, вероятно, перенёс столицу Галицко-Волынского государства во Львов, о чём есть упоминания 1272 года. Как пишет Юзеф-Бартоломей Зиморович, около 1270 года был построен Высокий замок.

Но, перезимовав одну зиму в своём замке среди февральского воя непрекращающего северного ветра и почувствовав неудобство жилья на крутом склоне, по которому едва поднимался задыхаясь, тягловый скот / … / Вблизи, в заболоченной местности, он построил другой замок — Нижний, более приспособленный для жизни, чем к обороне …
Княжеской резиденцией стал Нижний замок, а в Высоком замке была устроена казна.
Одна из первых известных львовских осад произошла в 1286 году. Татарский хан Телебуга окружил город и выслал во Львов на переговоры о капитуляции своих послов. Как рассказывает старая львовская легенда, перед тем, как показать город татарским послам, женщины выкатили на улицу множество пустых бочек и перевернули их вверх дном. Затем вымели из сусек все остатки зерна, муки и крупы, которые там ещё были, и засыпали этими остатками верхушки пустых бочек, чтобы создалось впечатление, что они полные. К тому же выпустили из хлевов всю птицу и скот, которые ещё остались, и те с криком и визгом бегали по улицам. Когда это всё увидели татарские послы, они с грустью рассказали Телебуге, что в городе столько продовольствия, что он легко сможет выдержать даже очень долговременную осаду. Разъярённый этим сообщением хан, как пишет летописец, ещё «две недели стоял под стенами не воюя, и людей, которые решились выйти из осаждённого города, раздевал на голо и так отпускал. И многие замёрзли, потому злая тогда зима была».
Львов быстро расстроился за счёт местного и пришлого населения. Укреплённый город располагался под Высоким замком, развиваясь в сторону Низкого замка (позже этот район назывался Подзамче). Западной границей была река Полтва, приток Западного Буга, (вдоль нынешнего проспекта Черновола), по-над которой простирались болота.
Центром была площадь Рынок (теперь Старый рынок), которая, вероятно, занимала большую территорию, чем сейчас, за счёт застроенного квартала, и на неё выходили древнейшие храмы Подзамча — церковь Николая и костёл Ивана Крестителя. Средневековая традиция связывает костёл Иоанна Крестителя с именем Констанции, церковь Николая историки считают придворным княжеским храмом. На Подзамче было около десяти православных русских церквей и монастырей, среди которых самый известный Онуфриевский монастырь. Здесь возникают католический (немецкий), армянский, татарский, еврейский, караимский кварталы. Центром немецкой общины был костёл Марии Снежной, евреи имели синагогу на правом берегу Полтвы (в районе рынка Добробут), армяне — церковь и монастырь Анны (Ачкатар). На холме за городом возник русский православный Святоюрский монастырь. В начале XIV в. Львов становится крупнейшим городом на всей территории современной Украины и остаётся таким до второй половины XVII в.
Лев умер в 1301 году монахом в монастыре в Лаврове в Карпатах, где и был похоронен. В то время в Золотой Орде начались распри и сын и преемник Льва I Даниловича Юрий I Львович смог позиционировать себя независимым властителем и короноваться королевской короной. В 1303 году он добился от Константинопольского патриарха основания отдельной Галицкой митрополии, поскольку Киевская митрополия перебралась в Владимир-на-Клязьме.
Однако скоро в Орде окрепла власть хана Узбека. Это совпало со смертью Юрия Львовича около 1308 года. Его преемники сыновья Андрей и Лев (одному из них достался галицкий престол, другому — волынский) вели войны за независимость от Золотой Орды и погибли. После них на престол сел их племянник (возможно) князь Юрий II Болеслав. Он был связан с польской княжеской династией, в начале гарнизон Львова в 1324 году даже не хотел открыть перед ним ворота. Скоро окрепло Польское королевство и Юрий II Болеслав вынужден был лавировать между ним и Ордой.
Однако в 1340 году русские бояре, недовольные ростом при дворе польских влияний, отравили Юрия II Болеслава во Владимире. Претензии на Русское королевство выразил польский король Казимир III Великий. Он неожиданно захватил Львов и ограбил казну в Высоком замке, вывезя в Польшу Галицкую королевскую корону, мантию и трон. Поскольку после смерти хана Узбека в Золотой Орде начались междоусобицы, волынские бояре избрали на престол литовского князя Любарта, который был сродни галицкой династии. Любарт смог установить свою власть на Волыни, а за Галицию (Русь) развернулась длительная польско-литовская война, в которой участвовали Золотая Орда и Венгрия. В течение 1340—1349 гг власть в Русском Королевстве удерживал перемышльский боярин Дмитрий Детько, принявший титул capitaneus («управляющий Русской земли»), то есть представитель князя.

## 1349—1387: Русское Королевство: противостояние с Польшей и Венгрией
В 1349 году польский король Казимир III Великий неожиданно захватил Галицию и занял Львов. Русское королевство — вошло в состав Польши на правах автономии. В 1350-х годах во Львове начали чеканить собственную монету — медные денарии и полугроши. Львов получил статус второй столицы Польской Короны так же как и Краков. Хотя старостами во Львов назначались представители польской шляхты, однако везде на местах сидела сильная ещё русская шляхта и бояре.
В то время был отстроен в камне Высокий замок. Он был мощной крепостью — до 1648 года его не могли взять штурмом. Началась перестройка Низкого замка, который остался королевской резиденцией.
В 1356 году Казимир утвердил Львову магдебургское право — в первом из городов на территории современной Украины. Правда, начало самоуправления по магдебургскому правом прослеживается здесь ещё со времён Льва Даниловича в среде католической немецкой общины. Первым сохранившимся привилеем на магдебургское право для Львова является грамота Казимира III 1356 года, однако, документ 1352 года фиксирует, что имения под Львовом «подаренные выдающемуся мужу Бертольду, бывшему львовском войту, их деду, великим правителем, блаженной памяти Львом, князем Руси, за его верную службу», а это значит, что во Львове были элементы городского самоуправления по немецкому образцу не позднее, чем во времена Льва Даниловича.
Не исключено, что в XIII веке магдебургизация распространилась на всю городскую территорию Львова, а затем и другие города Галиции и Волыни, о чём есть документальные свидетельства. Однако польская администрация поставила себе целью превратить Львов в католический анклав на территории Русского Королевства и отстранить от самоуправления русинов.
Сейчас трудно сказать, что побудило Казимира перенести центр города с площади Старый Рынок на болотистую равнину реки Полтвы. Одна из версий — топографическая: старый город не имел перспектив для роста, он был окружён горами и лесами. Но вероятнее всего опытный политик Казимир III хотел на новом месте создать совершенно новый город, который безоговорочно подчинялась бы польскому государству, а в таком городе не оставалось места для покорённых русинов. Польский король решил строить Львов по совершенным тогдашним строительным технологиям. Не доверяя русам и даже своим, полякам, он пригласил для этой цели ремесленников и строителей из Германии. Таким образом Львов в XIV и XV веках стал фактически немецким, даже акты тогдашнего львовского магистрата велись на саксонском диалекте немецкого языка.
На южной части древней городской территории (Подзамче) был выделен отдельный участок. Здесь была обозначена новая площадь Рынок, которая стала центром нового города. Вокруг располагались жилые кварталы в соответствии с прямоугольным (шахматным) принципом планирования. Весь участок (центра города) был обнесён мощными фортификациями по линии современных проспекта Свободы, улиц Леси Украинки, Подвальной, Братьев Рогатинцев. Сюда переселяли немецких колонистов, которые в скором времени получили здесь абсолютное численное преимущество, они имели определённое влияние на жизнь региона, что и отразилось в местной топонимике, где до сих пор сохранился ряд немецких названий — Замарстынов (Sommerstein), Клепаров (Klopper), Кульпарков (Goldberg) и т.д… Именно на этом участке полностью действовало самоуправление по магдебургскому праву. На Рынке была построена Ратуша, где заседал магистрат (Лава) во главе с войтом. Площадь центра города составляла 36 га, а вместе с укреплениями — 50 га. Это, собственно, и был город.
На остальную территорию Подзамча, где проживала основная часть городского населения, главным образом русины, самоуправление не распространялось. Этот участок находился в юрисдикции королевского старосты, который представлял власть польского короля. Здесь осталось в силе обычное русское право, характерное для сельских общин. Постепенно этот некогда великий район пришёл в упадок.
Отсюда в новые городские кварталы переселяются русины, армяне и евреи, но большинство в центре города составляли немцы. Для армян, как христиан отдельной конфессии, особенно евреев — нехристиан, были выделены отдельные участки. На Армянской улице строится армянский собор Успения Богородицы (Аствацацин), здесь с 1364 года был двор львовского армянского архиепископа, полномочия которого распространялись на всю армянскую диаспору на территории нынешней Украины (кроме Крыма), Молдовы и Валахии. В еврейском квартале (гетто) на улице Еврейской была построена новая синагога. Русины, как и католики, получили право селиться повсюду, в том числе на Рынке, однако их численность там, по сравнению с католиками, была мизерной. Также у русинов не было во Львове православной иерархии. Попытки Казимира III восстановить Галицкую православную митрополию (архиепископию) не увенчались успехом — она находилась в Галиче, который только начинал возводиться из руин, и скоро пришла в упадок.
Евреи поселились во Львове вскоре после основания города примерно около 1256 года и долгое время представляли собой многочисленную и влиятельную национальную общину, которая дала миру многих известных деятелей науки и культуры. Кроме евреев-раббанитов в городе проживали караимы, переселившиеся приблизительно в то же время из юго-восточной Европы и Византии. После завоевания Львова Казимиром III Великим в 1349 г. евреи стали пользоваться привилегиями наравне с другими еврейскими общинами Польши. Переселение во Львов евреев-ашкенази, в частности из Германии, определило восточноевропейский характер городской общины. Вплоть до XVIII века во Львове просуществовали две отдельные еврейские общины, городская (в еврейском квартале Львова) и предместная. Эти общины пользовались разными синагогами, только кладбище являлось общим. На том же кладбище хоронили и караимов, проживавших отдельно в селении недалеко от Краковского предместья.
В 1370 году умер король Казимир III, который не имел сыновей. По договорённости, его преемником стал король Венгрии Людовик I Великий. Пытаясь отвратить Галицию от польского влияния и присоединить её к Венгерской Короны, он назначил наместником Русского королевства своего сторонника, князя Владислава Опольчика. Владислав Опольчик вёл себя как независимый правитель, однако его власть здесь продолжалась недолго (1372—1378). Несколько лет в Галиции правили венгерские наместники, пока польская дипломатия путём хитроумных комбинаций не добилась того, что новый король Венгрии Жигмонд Люксембург отказался от претензий на Русское Королевство и Галиция окончательно подпала под Польшу, где королём стал Ягайло.
В 1387 королева Ядвига возглавила малопольских рыцарей во время похода в Галицию и присоединила эту территорию к польскому королевству. Горожане Львова приняли Ядвигу без сопротивления.

## 1387—1772: под властью Польского королевства и Речи Посполитой
Этот период истории Львова характеризовался стремительным развитием. Город лежал на важном участке Великого Шёлкового Пути. Поскольку турки перекрыли путь в Константинополь, а мамлюки изгнали крестоносцев из Леванта, караваны пошли в обход северным направлением через Золотую Орду, которая гарантировала им безопасность, через Сарай-Бёрке до Азова (Тана) и далее в Крым, где был большой город Солхат (Старый Крым). Одновременно поднялись порты Каффы и Солдайи, откуда кораблями товар везли в Монкастро и Килию, а оттуда сухопутным путём через Молдавию во Львов и Краков. Торговая монополия на этих участках принадлежала итальянцам из Генуи, их компаньонами были немецкие купцы из Львова. Львов стал богатым городом, а Польша начала бороться за гегемонию в Центральной и Восточной Европе.
Средневековый Львов имел право на две большие ежегодные ярмарки — на праздники Св. Агнессы и Св. Маргариты (Троицы), продолжавшихся несколько недель. Еженедельно проходили торги.
С 1379 года Львов получил так называемое право склада. Это означало, что все не львовские купцы, везя через Львов любые товары с Востока, или Запада, обязывались в течение двух недель выставлять их в городе на продажу, а что не продали, имели право везти дальше. Конечно же львовские купцы скупали эти товары по демпинговым ценам и таким образом обогащались сами, а вместе с ними обогащался и город. Львовский магистрат старался как можно больше способствовать гражданам. Только член городской общины имел право свободно покупать товары у заезжих купцов, а также продавать эти товары в магазинах. Иностранным купцам было запрещено проводить между собой торговые операции под угрозой конфискации всего товара.
Львов на протяжении всей своей истории был крупным торговым центром и некоторое время самым известным в Европе восточноевропейским городом. На французской географической карте 1492 года из всей Восточной Европы обозначен лишь один город — Leopolis.
Своей исключительной торговой миссии Львов обязан географическому положению оптимального пункта пересечения путей с Востока на Запад и наоборот. В XIV—XV веках купцами были мещане в основном немецкого и армянского происхождения.
С Востока в Европу через Львов традиционно везли драгоценные ткани, ковры, дорогие коренья, пряности, фрукты, с Запада на Восток одежду, оружие, серебряные и золотые ювелирные изделия, кожу.
Львов XIV—XV веков был типичным готическим городом. В 1410—1418 г. центр города был обнесён вторым оборонительным поясом стен с полукруглыми башнями—ронделями, окружавшими город с трёх сторон вдоль линии улиц Гонты, Даниила Галицкого, Подвальной и Валовой, а с западной стороны текла Полтва. Между обоими кольцами стен и вне их вырыты рвы, которые наполнялись водой. Было двое ворот Краковские (северные) и Галицкие (южные). В начале XV в. в западной стене прорубили ещё один небольшой проход — Латинскую калитку, а в восточном стене впоследствии — Русскую калитку. В 1430 году упоминается городской арсенал («Цейхгауз»), встроенный между стенами, который усиливал оборону с восточной стороны. На площади Рынок построена новая Ратуша в готическом стиле с высокой башней, на которой в 1404 году установлены городские часы. В 1415 году открыта городская весовая (где взвешивали товары) на площади Рынок, в 1425 году — «стрижки» (где стригли сукно). В 1425 году возле Ратуши установлен прангер (позорный столб). В течение 1405—1407 годов проведён городской водопровод, которым поступала вода от источников Погулянки к каменному резервуару на площади Рынок. В 1452 году выложили брусчаткой площадь Рынок и главные улицы.
Жилые кварталы в центре города строили по принципу «прусской стены»: дома имели деревянный каркас, а стены были выложены кирпичом.
На 1405 год во Львове жило около 10 тысяч населения, из них в центре города — 4-5 тысяч. Население центра города было, в основном, немецким. То же самое наблюдалось и в Кракове. Делопроизводство львовского магистрата велось сначала на немецком языке, в 1450 году переведено на латынь.
На площадь Рынок выходит алтарь кафедрального собора Успения Девы Марии (Латинский собор), построенный в готическом стиле. С 1412 года он стал центром львовского римско-католического архиепископства (основанного в 1375 году в Галиче). Также в центре города было построено несколько костёлов в готическом стиле — костёл Святого Духа, костёл Божьего Тела с монастырём доминиканцев, костёл Святого Креста с монастырём францисканцев, за стеной с юго-востока костёл Св. Андрея с монастырём бернардинцев, несколько часовен. Зато русины имели только одну православную церковь Успения Богородицы на восточной окраине центра города.
С 1382 года известно о городской латинской школе недалеко от Латинской кафедры, с 1375 года — о городском госпитале возле костёла Святого Духа, с 1422 года — о городской патрицианской бане. Около 1404 года за городом, возле костёла Святого Станислава существовал городской госпиталь для больных проказой (лепрозорий), а с 1450 года — госпиталь Св. Лазаря для калек (лазарет) на Каличей горе. С 1445 года известно о городской аптеке, а 1447 года — о городском враче.
Город должен был самостоятельно организовать оборону от врагов. В 1394 году Львов получил пушки от короля Ягайло. На башне Галицких ворот с 1430 года стоял городской трубач (наблюдатель), который должен был предупреждать о приближающейся опасности, с 1490 года переведён на башню Ратуши. Для обучения военному делу мещане в Европе объединялись в Стрелковые братства (конфратрии). Во Львове оно существовало с конца XIV века Его эмблемой было изображение петуха (kurek), от чего за ним закрепилось название Куркового Братства. Мещане обязаны были упражняться в стрельбе из луков и арбалетов. Для этого сбоку от Краковских ворот построен «цельштат», который играл роль тира. Мишень с изображением петуха была установлена за пару сотен метров вдоль рова. Ежегодно на Зелёные святки проходили соревнования стрелков, победителя, получавшего титул «Курковый Король», чествовали процессией через весь город. О празднике «Куркового короля» известно с 1441 года.
Одновременно возрастает независимость львовского выборного магистрата. В противовес традиционному немецкому самоуправлению во главе с войтом, который часто был подвластным королю, рядом с лавой развивается второй выборный орган Совет под руководством бургомистра. Постепенно Рада берёт себе главные административные функции, оставляя Лаве только функции суда. Однако и Совет, и Лава почти исключительно состояли из представителей католической общины.
Среди национальных меньшинств сильнейшей на то время была армянская община. Армяне смогли на основании пунктов магдебургского права добиться собственного автономного самоуправления, хотя и под общим руководством львовского магистрата. Армянскую общину возглавлял армянский войт (правда, в 1469 году магистрат запретил львовским армянам выбирать себе войта и в дальнейшем делами общины ведал его заместитель (эреспохан), который имел меньшие полномочия).
Так же и евреи были организованы в самоуправляющийся кагал, духовным лидером считался раввин. Тогда магистраты в средневековых городах преимущественно негативно относились к евреям, но в противовес им евреям покровительствовал король. Кроме центра города, евреи имели большой кагал на Подзамче вокруг древней синагоги на правом берегу Полтвы, который подлежал власти королевского старосты.
Зато русины всё больше теряли позиции и в городе, и в Галиции. После поражения русских князей и шляхты в войнах Свидригайла польские власти в 1434 году ликвидировала автономию Русского Королевства и превратили его в обычное воеводство Русское. Русская галицкая аристократия постепенно окатоличивается и полонизируется. Русское население в Галиции потеряло даже церковную иерархию — Галицкая православная митрополия подчинялась Киевской православной митрополии, находившейся под властью Великого княжества Литовского в большом упадке. Ко всему, церковная метрополия в Константинополе гибнет под натиском турок. В Галиче остался только управляющий епархии. Около 1475 года её перенесли во Львов в Святоюрский монастырь, управителем которого был игумен.
В центре города русины концентрируются вокруг церкви Успения Богородицы; улицу Соляников, где стояло больше всего домов русских мещан, примерно в 1471 году стали называть Русской. Русины заселяли предместья Краковское и Галицкое, развивающихся за одноимённым воротами, и принадлежавшими к юрисдикции магистрата. Большое количество русского населения проживало на Подзамче, которое принадлежало к королевской юрисдикции. Однако никаких автономных самоуправляемых общин русины во Львове не добились, оставаясь в подчинении магистрата на общих основаниях и не выдерживая конкуренции с католической общиной. На части территории Подзамча даже был выделен квартал «юридики святого Иоанна Крестителя» (известной уже в 1415 году), однако её отдали армянам, которые создали здесь вторую самоуправляемую общину под руководством «армянского войта» (существовала до 1496 года).
Русины, проживающие в Кракове, добились создания русской типографии, где в 1491 году Швайпольт Фиоль напечатал несколько религиозных книг на русском языке. Однако из-за сопротивления краковского католического епископа типография Фиоля быстро пришла в упадок.
В конце XV века фортуна отвернулась от львовских купцов — Турецкая империя усилила свою экспансию на Запад, покорив Крым и Балканы.
Торговые пути прервались. Целые поколения купцов Львова потерпели крушение. Львовский архиепископ в письме к королю фактически оплакивал тогдашнее положение города: «Мещане из богачей сделались нищими. Люди, ещё вчера состоятельные, даже патриции сегодня протягивают руку за хлебом, или ждут смерть в госпиталях». Довершил удары судьбы страшный пожар Львова 1527 года, уничтоживший практически весь город.
Постепенно Львов в новых условиях вновь возвращает себе купеческую славу. До турецкой экспансии львовские купцы через генуэзские и венецианские колонии над Чёрным и Азовским морями обеспечивали всю Европу красной, чёрной икрой и редкой лососёвой рыбой. Потеряв эти источники прибыли львовяне самостоятельно начали в собственных реках и прудах выращивать рыбу, которая становится одним из основных предметов львовского экспорта в Европу. Рыба — свежая, солёная, сушёная стала маркой Львова. Иностранные купцы отмечали: «Львовских щук едят и в Вене, хотя там протекает под семью мостами богатый рыбой Дунай … Львовские щучки стоят большой похвалы, их можно сравнить с теми, которые когда-то ловили между двумя мостами в Тибре и очень ценили римляне».
Вторым важным предметом львовского экспорта был воск. Городская власть берёт под жёсткий контроль качество этого продукта и присваивает ему торговую марку с гербом города — Левик. Насколько качество воска была важно для Львова свидетельствует то, что за его фальсификацию приговаривали к смерти. Львовский воск знали во всей Европе, он доходил до Англии и Испании.
Леса вокруг Львова были чрезвычайно богаты пушниной. Очень ценились в Европе и особенно на Востоке ценные меха волка, рыси, кожи лосей и особым спросом пользовались соболя. Львовский купец Ярош Ведельский только за один 1588 год вывез на экспорт 30 тысяч (!) львовских соболиных шкурок, а мастер Дмитрий — три тысячи шапок собственного производства.
В начале XVI в., одновременно с усилением Польши, которая начинает бороться за гегемонию в Центральной и Восточной Европе, происходит полонизация немецкого населения в польских городах, в частности в среде львовской католической общины. То же происходит и в Кракове. Это сопровождается усилением национального давления на русинов. Львов стал польским городом на границе XV и XVI столетий, когда ими были ассимилированы львовские немцы, составлявшие до того времени большинство населения. В дальнейшем Львов был одним из наиболее значительных польских культурных центров, в том числе после разделов Речи Посполитой.
В ответ среди русского населения галицких городов нарастает сопротивление. В 1538 году львовские мещане добились восстановления галицкой православной епископии на Святоюрской горе; епископом стал русский дворянин Макарий Тучапский.
Теперь главными базами русского возрождения в Галичине становятся города, где проживают русские купцы и ремесленники, объединённые вокруг церковных Братств. Влиятельнейшим среди них было львовское Успенское братство, расположенное в центре города. В конце 1572 во Львов прибыл печатник Иван Фёдоров, который организовал на Подзамче частную типографию и издал в 1573 году книги «Апостол» и «Букварь». Это стало новым стимулом для развёртывания деятельности львовских русских мещан. Оказавшись в Москве, Фёдоров напечатал здесь в 1564 году первую в России книгу «Апостол», но вынужден был бежать от московских преследований. И выбор его остановился на Львове «… всё зло и худшее из худшего сопровождало меня. Но по милости Божией я к богоспасаемому городу, что называется Львов, пришёл. И, помолившись, начал посвящённое Богу дело, чтобы боговдохновенные догматы распространять».
В 1585 году члены Львовского Успенского братства провели реорганизацию Братства. В 1586 году начальную приходскую школу при Успенской церкви преобразовано в гимназию — братскую школу. Следующим шагом стал выкуп типографии И. Фёдорова, которая после его смерти попала в залог к ростовщику. Вокруг Львовской братской школы и типографии сосредотачиваются интеллектуалы — в частности братья Памво и Степан Берынды, Лаврентий и Степан Зизании. В начале XVII они переезжают в Киев, где подготавливают идеологическую почву для Богдана Хмельницкого. В 1700 году православный епископ Иосиф Шумлянский возвестил о присоединении Львовской епархии к грекокатолической церкви.
Одновременно развивается львовская еврейская община в центре города, где учреждена еврейская гимназия — ешива, и армянская община, которая также создала армянскую гимназию и в 1616 году армянскую типографию Ованеса Карматенянца. В 1578 году открывается польская типография во Львове.
Львовская иезуитская коллегия, которая была основана в 1608 году, в 1661 году королевским указом преобразовано в академию, которая стала первым на территории современной Украины университетом (Киево-Могилянская академия стала фактическим университетом около 1670 года).
В 1630 году население Львова достигло 25-30 тысяч чел., он оставался крупнейшим торгово-ремесленным центром на территории современной Украины. Ремесленники были объединены в более чем 33 цеха, где работали мастера 133 профессий. Во Львове строятся храмы и каменные дома, ставшие выдающимися памятниками архитектуры в стиле ренессанса — дома на площади Рынок, новая Успенская церковь на улице Русской, вторая синагога в центре города «Золотая Роза» (была разрушена в 1943 году).
В городе распространяется жилищное строительство типа «бюргергаузен», или, как говорили галичане, мещанские дома — в основном двух-и трёхэтажные дома, прямоугольные в плане, часто с внутренним двором. Логическая, чёткая система распределения помещений хорошо читалась на фасадах: в горизонтальном разделении, ритме окон, акцентах главного входа и балконах с консолями в форме головы льва или листьев аканта. На гладких поверхностях — скульптурные рельефы традиционной античной тематики, а чаще — галицкая купеческая эмблематика: Меркурий, дельфины, рога изобилия как пожелание успехов хозяину-торговцу. В нишах — святые патроны-защитники. Мир и благосостояние символизировали изображения любимых в народе мотивов голубя и голубки, цветов, иногда целых жанровых сцен времён года: пахота в поле — весна, лето — жатва, осень — побелка полотна, зима — свадьба. Часть таких домов сохранилась до нашего времени и удивляет простотой и продуманностью.
Первое почтовое сообщение во Львове (оно же первое на территории Украины) было организовано в 1629 флорентийским купцом Роберто Бандинелли, внуком известного скульптора Баччо Бандинелли. Первые постоянные почтовые тракты были организованы в двух направлениях: на Замостье — Люблин — Варшаву — Торунь — Гданьск и на Ярослав — Жешув — Тарнов — Краков. По желанию, посылки отправлялись и по другим направлениям. Курьеры Бандинелли славились своей скоростью. Они довозили почту до городов северной Италии с невероятной на то время скоростью — всего за две недели. Сама почта размещалась в доме № 2 на площади Рынок (палаццо Бандинелли). Со временем, Львовская почта начала постоянно обслуживать и тракт на Каменец-Подольский, войдя, таким образом, в систему королевской почты Польши.
Это был период подъёма города. На площади Рынок, где у входа в Ратушу было установлено каменное изображение льва в 1596 году, толпились купцы из Молдовы, Валахии, Венгрии, Германии, Италии, Турции, России, западноевропейские изделия из металла, зеркала, сукно, бархат, вина, восточные пряности, ковры, шелка́. Было от чего потерять голову. Турецкий купец и путешественник Эвлия Челеби в 1657 году писал:

В благоприятном климате здешних мест девушки такие красивые, что увидев их, одетых в шёлковые разнообразные одежды, солнцеликих, с глазами косули, газели, серны, теряешь голову
Гданьский купец Мартин Грюневег в 1606 году таким образом описал Львов: «Весь скот, который гонят с Подолья и Молдавии в Италию, проходит через этот город. Я объездил пол-Европы, побывал в самых известных городах мира, но в одном не видел столько хлеба. Здесь огромное количество пива и мёда, не только местного, но и привезённого. Вино привозят из Молдавии, Венгрии, Греции. Иногда на Рынке можно увидеть в кипах более тысячи бочек вина. В этом городе, как и в Венеции, на Рынке встретишь людей из всех стран мира в своём наряде: казаков в больших кучмах, россиян в белых шапках, турок в белых чалмах, немцев, итальянцев, испанцев — в короткой одежде. Каждый, на каком бы языке он не говорил, найдёт здесь и свой язык. Город отдалён на много миль от моря, но когда увидишь, как на Рынке возле бочек мальвазии бурлит толпа критян, турок, греков, итальянцев, одетых ещё по корабельному, кажется, будто здесь порт сразу за воротами города».
Львовский советник Иоганн Альнпек писал о тогдашнем Львове: «Этот город в достаточном количестве поставляет целому польском королевству разные шёлковые ткани, ковры и пахучее коренья. Здесь есть всё, что только нужно для человеческого обихода, к тому же здесь несопоставимо низкие цены на продукты, что притягивает в город большое количество людей разных национальностей …»
Львов считался самым большим складом вина в Европе. Вина греческие, кипрские, сицилийские, испанские, которые тогда имели собирательное название мальвазии, тысячами бочек складировались на Рынке и в других местах. Затем вино расходилось по странами Европы и Востока. Тогдашний хронист отмечает, что любой львовянин: купец, врач, аптекарь или ремесленник или торгуют мальвазией, или шинкует мальвазию.
Документы XVII века, называют Львов первым городом Руси и ценным камнем Польской короны. Но вторая половина этого века была несчастная для города. В середине XVII в. для Речи Посполитой, а вместе с ней для Галиции и Львова, начинается длительный период опустошительных войн.
В XVII веке Львов неоднократно успешно выдерживал осады. Постоянная борьба с захватчиками дала городу девиз Semper fidelis, что означает «Всегда верен!».
В 1648, город был осаждён запорожскими казаками во главе с Богданом Хмельницким. Одной из самых жестоких и конфронтационных осад Львова была первая осада Богдана Хмельницкого 1648 года. Отряд полковника Максима Кривоноса взял неприступный до тех пор Высокий замок, впервые в истории города.
До сих пор идёт спор, кем же в действительности был для Львова Хмельницкий: освободителем от польского господства, или диким захватчиком с Востока, который хотел разорить европейский город и уничтожить его жителей. Шёл 1648 год. Восстание Хмельницкого против польского господства набирало обороты. Польская шляхта только потерпела сокрушительное поражение под Пилявцами. Большая часть казацкого и татарского войска, а также вооружённых крестьян, которые появились под стенами города, были решительно настроены разорить Львов. Некоторые татары и казаки даже привели с собой по десятку лошадей, чтобы погрузить на них желанную добычу. Жители предместий бежали за стены города, женщины с детьми прятались в храмах и монастырях, а остальные львовяне, которые остались в городе, решили защищать его до последнего.
Казаки и татары жгли и грабили окрестности Львова. Казаки, используя пригородные здания, метко обстреливали город, поэтому чтобы лишить неприятеля такой возможности, защитники решили пойти на отчаянный шаг — сжечь предместья. Когда ночью загорелись сотни домов под стенами, казалось, что люди попали в ад. Наутро на все четыре стороны от городских стен было сплошное пепелище. Хмельницкий начинал понимать, что легко он взять Львов не сможет. Не помогло даже то, что кто-то из жителей предместий показал казакам водопровод, который шёл от Полтвы в город. Он был перекрыт, и как вспоминает хронист, люди, спрятанные за городскими стенами, «были вынуждены пить воду с нечистотами». Хмельницкий от осады перешёл к тактике переговоров. Несколько дней во Львове гостили украинские послы полковник Головацкий и татарский обозный Пирис-Ага. Львовяне осыпали послов подарками: серебряными саблями, украшенными рубинами, золотыми ремнями и несколькими тысячами злотых. После такого приёма послы, конечно, доносили Хмельницкому и Тугай-бею, что город очень беден и не может много заплатить. Выкуп обошёлся Львову в сумму, которая была в несколько раз меньше той, которую Львов мог заплатить деньгами и товарами. Ещё раз казаки оказались под стенами города в 1655 года, когда Хмельницкий уже с помощью великого русского войска второй раз так и не смог получить Львова.
Из польских монархов тесные связи с Львовской землёй имел Ян Казимир. Он 1 апреля 1656 года во время специального богослужения в Львовской кафедре составил Обеты (в Польше их называют «браками») и объявил Богородицу специальной патронессой и королевой Польской Короны, и обещал распространять поклонение ей.
В 1655 шведские армии вторглись в Польшу, захватили большую её часть и осадили Львов. Однако они были вынуждены отступить, так и не взяв город. Осада Львова русско-казацкими отрядами Бутурлина и Хмельницкого также была снята из-за вторжения крымского хана на Украину. В следующем году Львов окружила армия трансильванского князя Дьёрдя Ракоци I, но город взят не был. В 1672 армия уже Османской империи под командованием Мехмеда IV вновь осадила Львов, однако война была закончена до взятия города. В 1675 году город атаковали турки и крымские татары, но король Ян III Собеский разбил их 24 августа в битве, которая получила имя Львовской.
В 1704, во время Великой северной войны, город был захвачен и разграблен впервые за свою историю — армией шведского короля Карла XII. Одетый в мундир рядового солдата 23-летний король Швеции Карл XII во главе нескольких сот своих воинов достиг того, чего не удавалось на протяжении веков сделать сотням тысяч татар, турок, молдаван и казаков. 6 сентября 1704 года, среди тёмной ночи шведы заняли монастырь кармелитов босых. Комендант города Францишек Галецкий в это время сладко спал в нескольких десятках метров от событий в Пороховой башне. Услышав шум и выстрелы, он дал приказ обороняться, а сам бежал на другой конец города в Иезуитский коллегиум. Всего несколько сот шведских драгун под руководством генерала Стенбока, не дожидаясь подхода артиллерии и пехоты, разбили ворота городских укреплений, которые оказалась незапертыми и без охраны. Легко преодолев на стенах сопротивление венгров из наёмной королевской пехоты, за несколько минут шведы были уже в Ратуше, часы которой показывал восемь утра. При штурме города защитник на башне Корнякта выстрелом сбил шляпу с головы шведского короля. Но радость от этого была невелика — Львов впервые за почти четыреста лет был взят врагом, что стало предвестником начала новых, не совсем благоприятных для Львова времён.
В 1707 во Львов приезжал царь Пётр I. Согласно преданию, карета, в которой он ехал, застряла в грязи на немощёной площади Рынок. После этого всю площадь вымостили деревянной брусчаткой.
В своих бедах польская верхушка обвиняла русинов. Их вытесняют из магистрата, цехов, да и вообще из города на окраины. На их кварталы выдвигается энергичное еврейское меньшинство, издавна опора польского короля и стремительно наращивает свою численность в галицких городах. Русины в Галичине наоборот, оказались на задворках общественных процессов. В 1700 галицкая епархия во Львове перешла в унию, с этим замирает деятельность православного Братства. Некогда цветущий город начал клониться к упадку, вместе со всей Речью Посполитой.

## 1772—1914: в составе Австрийской (впоследствии Австро-Венгерской) империи
При первом делении Речи Посполитой в 1772 году австрийская армия заняла Львов. Галичина была преобразована в имперскую провинцию Королевство Галиции и Лодомерии, сюда назначен губернатор. Львов стал центром провинции. Австрийская власть ликвидировала архаические структуры, самоуправление по магдебургскому праву (1786), упорядочила городское хозяйство, в течение 1777—1820 гг разобран Низкий замок и средневековые стены, на их месте разбиты скверы — с востока Губернаторские Валы, где построен губернаторский дворец, с запада — Гетманские валы вдоль течения Полтвы, где сформировалась новая центральная магистраль — нынешний проспект Свободы. Во Львове повеяло духом европейского Просвещения. Император Иосиф II, следуя принципам просвещённого абсолютизма, провёл церковную реформу. Все львовские монастыри, которые не смогли реально доказать, что плодотворно занимаются образовательной, социальной, медицинской или благотворительной деятельностью, были ликвидированы. В их помещениях разместили казармы, госпитали, тюрьмы, учреждения образования. Во время йозефинской реформы был уничтожен ряд храмов старой части города Подзамче. В ходе реформы было закрыто много церквей и монастырей, а также Львовский университет, находившийся в руках иезуитов. В 1776 году организован городской театр, первая на территории современной Украины регулярная газета «Gazett d’Leopol» («Львовская газета»), которая сначала выходила на французском языке.
В 1783 году был восстановлен Львовский университет, как светское учебное заведение, в составе 4-х факультетов (философского, юридического, медицинского и богословского), с немецким языком обучения. При нём, в 1784 году открыта немецкоязычная гимназия (поскольку она существовала при Академии, её называли Академической), для этого обеим заведениям отдали помещение бывшего католического монастыря тринитариев в центре города. В 1784 году во Львове запущен первый в мире воздушный шар с автоматической горелкой на жидком горючем для подогрева воздуха в баллоне. Всего через девять месяцев после братьев Монгольфье, горючим для которых служила солома.
Новая власть также делает шаги навстречу русинам. В 1783 году открыта греко-католическая духовная семинария во Львове, а в 1787 году при университете открыт отдельный Русский институт специально для обучения греко-католических священников, который просуществовал до 1809 года. Архаичное Братство было превращено в музейно-библиотечное учреждение Ставропигийский институт. В связи с закрытием Киевской греко-католической митрополии российскими властями, австрийское правительство содействовало в том, что галицкая греко-католическая епархия во Львове была преобразована в 1805 году в Галицкую греко-католическую митрополию. Митрополитом стал Антон Ангелович. Значительную роль в этом сыграл тогдашний лидер галицких русинов Михаил Гарасевич. В городе одновременно находились православный епископ, три архиепископа: римско-католический, армянский и греко-католический (с 1700 года), а также одновременно три иудейские общины: городская, предместная и караимская. Город наполнялся множеством поселенцев из разных стран: немцами, евреями, итальянцами, англичанами, шотландцами и многими другими национальностями. С XVI века в городе появились протестанты.
В июне 1809 года, одновременно с наступлением Наполеона на Австрию, в Галичину вступило польское войско из герцогства Варшавского. Поляки взяли Львов и пытались захватить митрополита Антона Ангеловича и Михаила Гарасевича. 19 июня 1809 поляки покинули Львов. Одновременно с австрийцами в Галичину вступила российская армия князя Голицина и 28 июня русские также вступили во Львов. Русский император Александр I в то время считался союзником Наполеона Бонапарта, а значит и герцогства Варшавского, однако вел двойную игру и подыгрывал австрийскому кайзеру, демонстративно не уважая австрийцев и выражая намерение самому завоевать Галицию. Между русскими и австрийскими войсками произошли лишь незначительные стычки с минимальными потерями.
В 1817 году на базе частных собраний организовано польское библиотечно-архивное заведение Оссолинеум (ныне Научная библиотека имени В. Стефаника).
В 1832 году в стенах Львовской греко-католической семинарии возникло общество «Русская троица», лидером которого был студент Маркиян Шашкевич. Участниками «Русской Троицы» заложена ориентация русского национального движения в Галичине на объединение с Приднепровской Украиной, которая тогда находилась в составе Российской империи.
После того, как в 1826 году старая ратушная башня во Львове рухнула, в течение 1826—1835 гг построена новая Ратуша.
Основаны учебные заведения, которые давали специальное образование — Реальная (Торговая) академия (1835), Техническая академия (1844).
Львовский польский театр был построен на средства Станислава Скарбека и открыт 28 марта 1842 года, а работал до 1899.
Уже в 1830-х годах австрийский географ и статистик В.Блюменбах писал о том, что население Львова насчитывало 75 тысяч, а сам город «чрезвычайной похорошел»:

Город имеет 2612 домов, в большинстве хороших, в новом стиле построенных, из них 425 — общественные, преимущественно церкви и костёлы. Всех улиц, которым дано название — 77. На них обитает 11718 семей. Из своих доходов магистрат поддерживает улицы, которые имеют вымощенные мостовые и освещены, за исключением нескольких, освещённых луной. Хороший водопровод обеспечивают целый город водой, а романтические окрестности служат для отдыха ..
.
В 1848 году по Европе прокатилась волна демократических революций «Весна народов», которая активизировала процессы национального освобождения, объединения и модернизации в Германии, Италии и у остальных народов Центральной Европы. Известия о революции 13—17 марта 1848 года в Вене вызвали массовые демонстрации в Кракове и Львове.
19 марта во Львове прошла массовая демонстрация в поддержку революции, в ходе которой была принята программа национального движения Галиции, оформленная в виде адреса императору Фердинанду I. Среди требований этой программы были отмена барщины и ликвидация крепостничества, автономия Галиции и введение польского языка в школах и государственной администрации, удаление иноземных чиновников, провозглашение демократических свобод, введение равенства граждан перед законом и реорганизация провинциального сейма. Адрес подписали около 12 тысяч жителей Львова, что составляло почти шестую часть всего населения города. Губернатор Галиции Франц Стадион фон Вартгаузен пошёл на уступки революционерам, санкционировав формирование национальной гвардии и удалив из правительства ненавистных чиновников. 21 марта при попытке губернатора запретить проведение собраний во Львове вспыхнуло восстание, причём впервые был сформирован революционный орган — Комитет Народовый (Национальный комитет), которым руководили Ян Добжаньский, Юзеф Дзежковский и Лёшек Дунин-Борковский. Правда, под давлением Стадиона Комитет вскоре был распущен.
19 марта львовские либералы отправили в Вену делегацию, которая должна была представить адрес императору с программными требованиями революции. По пути в столицу делегаты активно популяризировали революционные идеи Львовского адреса, одновременно подвергаясь также влиянию вспыхнувших в это время национальных восстаний других народов Австрийской империи. К моменту прибытия в Вену делегаты уже выдвигали требование созыва Национального комитета Галиции с правом осуществления реформ. Однако император отказался обсуждать с львовскими делегатами вопрос каких-либо преобразований в Галиции.
Тем не менее уже 5 апреля в Кракове был сформирован первый постоянно действующий революционный орган — Национальный комитет, а 13 апреля во Львове была образована Рада Народова, организация ставшая центром всего либерального движения провинции. По всей Галиции были созданы местные комитеты, подчинённые Раде Народовой. Особенностью этих органов революции стала их крайняя осторожность по отношению к крестьянству: дворянско-интеллигентское большинство национальных комитетов опасалось повторения событий 1846 года. Достаточно умеренное предложение польских либералов отказаться в добровольном порядке от барщины не было поддержано галицийскими землевладельцами. Тем временем в стране начались крестьянские волнения, массовый характер приобрели отказы крестьян от исполнения барщинных повинностей. Нерешительностью либералов воспользовался губернатор Стадион. Он, заручившись согласием императора 22 апреля объявил об отмене с 15 мая всех барщинных повинностей с последующим вознаграждением помещиков за счёт государства и передаче наделов в собственность обрабатывающих их крестьян. Таким образом, в Галиции была провозглашена аграрная реформа, более либеральная, чем в соседних польских и украинских землях России и Пруссии. Отмена крепостничества сверху резко ослабило национальное либеральное движение и лишило его опоры на широкие слои населения.
25 апреля был опубликован проект конституции Австрийской империи, предусматривающий введение демократических свобод и ликвидацию пережитков феодализма. Это вызвало новый всплеск либерального движения в Галиции. Центром революции стала Рада Народова во Львове, под руководством которой в городах и местечках провинции была создана целая сеть революционных органов управления и отделения национальной гвардии. Выборы в имперский парламент способствовали развитию местной прессы и сплочению польского дворянства, горожан и интеллигенции вокруг Рады Народовой.
Либерализация политической системы привела также к подъёму национального движения среди галицийских русинов. Во главе русинского движения встала униатская церковь. Была сформирована первая русинская политическая организация — Главная Руская рада (укр. Головна Руска Рада, Галицийская рада), которую возглавил епископ Григорий Яхимович. В состав Рады входили такие деятели национального возрождения как Михаил Куземский, Иван Борысыкевич, Михаил Малиновский. 15 мая во Львове вышел первый номер газеты «Заря Галицкая», ставшей печатным органом Галицийской рады. При раде был сформирован особый полк стрельцов по типу национальной гвардии. Особенностью русинского национального движения этого периода была резкая враждебность польским либералам, представляющим интересы помещиков, и подчёркнутая лояльность императору. Это предопределило появление элементов национального конфликта в революции 1848 г. в Галиции.
Как на один из возможных вариантов развития Галиции, русины обратили внимание на Надднепрянскую Украину. Возникли русские общественные структуры «Народный Дом», «Галицко-Русская Матица», Русская Национальная гвардия. К этому времени относится появление национального сине-жёлтого флага, на основе ещё в 1803 году пожалованных императором Александром І Черноморскому казачьему войску, сформированному в 1787 году из частей Войска верных запорожцев, основу которого составляли прежние запорожские казаки, знамён жёлто-синего и сине-жёлтого цвета.
Под влиянием восстания в Вене 20 октября 1848 года во Львове также вспыхнуло стихийное восстание. На улицах города начали возводить баррикады, между восставшими и правительственными войсками и национальной гвардией завязались бои. Участники польской Национальной гвардии, центром которых был Львовский университет, забаррикадировали улицы, ведущие в центр города. Австрийский генерал Гаммерштейн приказал бомбить центра города с Высокого замка. 2 ноября город подвергнулся массированному артиллерийскому обстрелу. Во Львов вступили отряды австрийской армии. Было объявлено о введении осадного положения, запрете собраний и обществ, национальная гвардия и национальные организации были распущены. 10 января 1849 года осадное положение было распространено на всю Галицию. Революция была подавлена.
В Венгрии революция разгорелась в национально-освободительную войну. На помощь Австрия призвала российскую армию, которая прошла через Галицию. С того времени в Галиции участники русского движения раскололись на москвофилов, которые ориентировались на русскую культуру и Российскую империю, и народников, которые сформировали идею независимости Украины. Старшее поколение деятелей «Весны народов» перешло в москвофильский лагерь. Младшим поколением галицких русских деятелей были основаны общества «Русская беседа» (1861), «Просвита» (1868), Научное общество имени Тараса Шевченко (1873) и в итоге они получили преимущество.
После революции Львов стремительно развивается. Австрийская власть была вынуждена согласиться на разделение империи с венграми, а полякам предоставить автономию. В результате Львов стал столицей автономного Королевства Галиции и Лодомерии, власть в котором взяла польская верхушка. Демократизация касалась также и евреев на территории Австро-Венгрии (Эмансипация евреев). В 1870 году проведена муниципальная реформа, по которой во Львове выбирали президента города.
Учитывая возможную войну с Российской империей в будущем, австрийские власти пытались превратить Львов в укреплённый форпост. На горе Шембека, которая теперь называется Цитаделью, в течение 1852—1854 годов построена Цитадель (укреплённые казармы и 4 артиллерийских форта).
Город стал полностью европейским. Австрийский журналист, посетив Львов, не нашёл здесь никакого различия с большими городами Европы: те же дома, те же магазины и кафе, тот же уклад жизни, быта, те же традиции. В австрийском Львове рождались технические и научные изобретения, внедрялись передовые на то время технологии. Здесь начали одно из первых в империи газовое, а впоследствии и электрическое освещение улиц, автомобильный транспорт, телефонная связь.
В 1853 году, во Львове работники аптеки Петра Миколяша «Под золотой звездой», Игнатий Лукасевич и Ян Зег разработали методику дистилляции и очистки нефти. Теперь можно было начать производство керосина, или «новой камфины», как называл керосин Лукасевич. В декабре 1853 года учёные получили австрийский патент. В этом же году Зег открыл во Львове первое небольшое нефтеперерабатывающее предприятие. Серийное производство началось вскоре в Вене и США. В 1861 году проложена первая на территории современной Украины железная дорога из Кракова, которая соединила Львов с Веной. Первый поезд прибыл во Львов 4 ноября 1861 года из Вены.
Первый на Украине конный трамвай был запущен во Львове в 1880 году, а в 1894 году введён в эксплуатацию электрический трамвай. Свою работу львовский электрический трамвай начал 31 мая 1894 года — раньше, чем во многих европейских столицах. В течение 1880—1905 годов построен подземный канализационный коллектор, в который закрыта река Полтва. Над бывшей рекой в 1897—1900 годах построен Новый городской театр (Опера). До открытия Краевой промышленной выставки в 1894 году построены павильоны на верхней террасе Стрыйского парка, в которых демонстрировались новейшие технические изобретения. В 1894 году во Львове впервые в Европе применён железобетон. Строительная фирма Ивана Левинского для рекламы нового строительного материала возвела мостик во дворе Львовской Политехники. В 1881 году Людвик Ридигер провёл во Львове первую в мире успешную хирургическую операцию по поводу язвы желудка.
В 1894 году во Львове впервые на территории Украины проведён футбольный и в 1905 г. хоккейный матчи. В 1894 году во Львове завершили строительство на территории теперешнего Стрыйского парка стадиона британского стиля с футбольным полем и трибунами на 7 000 мест. А 14 июля 1894 года здесь состоялось знаменательное событие в истории украинского футбола — первый футбольный матч между командами общества «Сокол» Львова и Кракова. «Gazeta Lwowska» сообщала, что львовские футболисты играли в серых гимнастических штанах и белых футболках, а футболисты Кракова — в синих штанах и белых футболках. Львовяне победили, мяч на 6-й минуте забил в северные ворота ученик учительской гимназии Владимир Хомицкий.
В городе насчитывалось 21 почтовое отделение, которые, кроме центрального, существовавшего с XVIII века, были открыты с 1862 по 1900 года. В 1890 году на ул. Словацкого, 1 было завершено строительство нового здания Львовской почты, где разместилась и дирекция почт.
Первые телефоны появились во Львове в 1885 году. А 18 декабря 1885 года Gazeta Lwowska напечатала список первых «абонентов Общества Телефонов», среди которых были: учреждения административной власти — 7 (суды, прокуратура, полиция, областной отдел), учреждения культуры — 3, пожарная охрана — 2, врачи — 7, больницы — 2, банки — 6, конторы — 2, торговые дома — 6, фабрики — 5, железные дороги — 3, отели — 3, редакции — 3 (Dziennik Polski, Gazeta Narodowa, Gazeta Lwowska), адвокаты — 8, частные лица — 16. Телефонная служба работала круглосуточно. Первый адрес: театральный дом, 3-й этаж, пл. Голуховских (теперь пл. Торговая). Заказы принимались с 9 до 12 утра и с 3 до 6 часов пополудни. В 1896 году Львов уже был телефонизирован вплоть до предместий и началась телефонизация провинции. Значительный толчок развитию телефонной связи дало открытие в июне 1896 года линии Краков — Вена.
После поражения Польского восстания 1863—1864 гг на территории Российской империи Львов становится главной базой польского освободительного движения. Сюда переезжает Юзеф Пилсудский, который в 1908 году создаёт во Львове военизированную организацию «Стшелец». Также во Львове развивается национальное еврейское сионистское движение.
Благодаря украинским деятелям, в частности Ивану Франко и Михаилу Грушевскому, прибывшему в 1894 году из Киева, в Галиции завершено формирование украинской политической нации. Галицкие русины окончательно отказываются от предыдущего самоназвания и принимают самоназвание «украинцы». Новое поколение галицких украинцев накануне Первой мировой войны формирует спортивные структуры «Сокол» и полувоенные организации «Сич», «Пласт», которые скоро стали зародышем украинских вооружённых сил. 12 апреля 1912 года состоялось первое принятие пластовой присяги во Львове. Этот день считается Днём рождения «Пласта». Основателями организации были Александр Тисовский, Пётр Франко и Иван Чмола.
В 1853 львовские учёные Иван Зег и Игнатий Лукасевич научились получать керосин путём перегонки нефти и усовершенствовали устройство масляной лампы. В том же году во львовской больнице была впервые сделана срочная ночная операция, освещавшаяся керосиновыми лампами. Получив заказ на новую систему освещения, они создали одно из первых в Восточной Европе нефтеперегонных производств. С 1858 город начал освещаться газовыми, а уже в 1900 — электрическими лампами. Первая в мире удачная операция на язве желудка была выполнена во Львове Людвиком Ридигером в 1881. В 1883 году во Львове начала работать первая городская телефонная связь. 1894 год — в городе запущен первый электрический трамвай.

## 1914—1919: в период Первой мировой войны и Украинской революции
С началом войны украинцы организовали первые собственные вооружённые силы Легион украинских сечевых стрельцов. Однако военная мощь Российской империи, по сравнению с Австро-Венгрией, была сильнее и в сентябре 1914 года Львов был занят российскими войсками. Оккупационная власть опиралась в Галиции на украинцев крестьян . 27 марта (4 апреля) Львов посетил император Николай II.
27 сентября 1914 года во Львове занявшие его российские войска устроили еврейский погром, вошедший в историю как «кровавое воскресенье». В погроме приняли участие и местные жители.
22 июня 1915 года Львов вернулся под власть Австро-Венгрии, однако ненадолго. В 1918 году, с поражениями на фронтах, стал ощутимым близкий развал империи. Угнетённые народы, в том числе и украинцы, начали готовиться к созданию собственных государственных структур. 18 октября во Львове был создан политический представительный орган украинцев — Украинская Национальная Рада, куда входили политики старшего поколения, возник украинский генеральный военный комиссариат (УГВК) из числа радикально настроенных молодых офицеров, прошедших мировую войну.
Одновременно к этому готовились поляки, которые считали Львов и Галичину своим территориями. В городе Лемберге (Львове) к началу XX века число поляков более чем втрое превышало число украинцев; город считался одной из польских культурных столиц. Уже летом 1918 года, после того, как Австро-Венгрия де-факто признала УНР, произошла активизация галицийских украинцев.
Украинское движение особенно активизировался в Галиции с образованием в Киеве Украинской Центральной Рады и провозглашение Украинской Народной Республики. Так, в апреле 1918 года во Львове был создан Украинский банк. В мае провели съезды общества «Родная школа» и «Союз украинок», началось возрождение «Пласта» и «Сельского хозяина». В сентябре во Львове было проведено несколько крупных манифестаций и митингов с требованиями объединение всех подавстрийской украинских земель в отдельный коронный край с собственным сеймом, наместником и украинской администрацией, а также ратификации Австро-Венгрией Брестского мирного договора. 16 июля на съезде украинцев во Львове делегаты пришли к выводу, что «распад монархии особенно сильно прогрессирует на протяжении последних трёх месяцев».
18 — 19 октября 1918 года в Народном доме во Львове состоялось собрание украинских послов в парламент и краевых сеймов Галиции и Буковины, греко-католического епископата и представителей украинских политических партий, на котором был образован Украинский Национальный Совет (УНРада) во главе с Евгением Петрушевичем.
В воскресенье, 20 октября, на площади Святого Юра состоялся большой митинг львовян, на котором Константином Левицким было обнародовано «решение украинского Национального Совета об образовании Украинского Государства в рамках Австро-Венгрии». Чтобы не допустить польских провокаций, Кость Левицкий и Александр Барвинский тот же день встретились с наместником Галиции графом Карлом фон Гуйном, который заверил их, что власть в состоянии «прекратить всяческие демонстрации или атаки». 23 октября Евгений Петрушевич и Николай Василько в Вене встретились с Премьер-министром Австро-Венгрии.
Главным центром Унрады стала Вена, ведь большинство её членов составляли депутаты австрийского парламента. Поэтому во Львове было сформировано её представительство во главе с Константином Левицким. Также во Львове, в Народной гостинице, действовал созданный в сентябре Центральный Военный Комитет во главе с Иваном Рудницким, который вёл активную пропаганду среди военных.
31 октября 1918 года стало известно о приезде во Львов Польской ликвидационной комиссии из Кракова, которая собиралась взять от австрийского наместника власть над Галицией. Созданная в Кракове польская Ликвидационная комиссия (для польских областей империи) намеревалась переехать в Львов и там провозгласить присоединение к возрождённой Польше польских провинций Австро-Венгрии (Малой Польши и Галиции). Провозглашение украинского государства было намечено на 3 ноября, однако известие о планах краковской комиссии заставило украинцев поспешить. Украинская Национальная Рада поставила перед австрийским наместником генералом Карлом фон Гуйном вопрос о передаче всей полноты власти в Галичине и Буковине ей, однако получила категорический отказ. О вхождении в состав Польши не могло быть и речи.
На вечернем заседании УГВК 31 октября 1918 года было решено брать власть во Львове, не дожидаясь, пока это сделают поляки. Некоторые участники предлагали ждать манифеста из Вены, однако представитель Центрального Военного Комитета Дмитрий Витовский настаивал на вооружённом захвате власти:

Если этой ночью мы не возьмём Львов, то завтра возьмут его поляки!
Витовский убедил членов Национального Совета прибегнуть к выступлению. Начальник штаба Семён Горук разослал курьеров к комиссарам уездов с приказом в ночь на 1 ноября принять власть на местах. Командиру полка УСС Осипу Букшованому было приказано выехать с боевыми частями во Львов. Основную вооружённую силу украинцев составляли пятнадцатый тернопольский, девятнадцатый львовский, сорок первый черновицкий полки, тридцатый, 50-й и девяностый курени УСС, общая численность которых 25 октября составляла 240 человек. Однако, большинство частей не были боевыми, не хватало офицеров. Зато, поляки рассчитывали занять Львов 2-3 ноября без лишних усилий. На совещании старшин в Народной гостинице вечером 31 октября выяснилось, что в распоряжении штаба восстания всего около 140 стрельцов и 6 старшин. На заседании, которое впоследствии перебрались в дом «Просвиты» на площади Рынок, а затем в Народный дом, 35 присутствующих командиров получили конкретные боевые задачи для захвата важнейших объектов Львове и разоружения неукраинских подразделений.
Военный переворот во Львове состоялся без единого выстрела. В ночь на 1 ноября 1918 года 150 вооружённых солдат и офицеров австро-венгерской армии украинского происхождения без предупреждения вошли во Львов. Первыми начали действовать отряды поручика Цёкана. Он также сообщил в штаб, что австрийские, немецкие и венгерские подразделения придерживаются нейтралитета. Отряд поручика Мартынца захватил ратушу, 75 стрелков хорунжего Сендецкого овладели наместничеством и арестовали генерала Гуйна. Четар Трух занял комендатуру и арестовал генерала Пфеффера, четар Огоновский занял и разоружил городскую полицию. В 5 утра были отключены городской телефон и международная телеграфная линия, замолкло радио. До рассвета заняты все вокзалы. Уже на утро в городе появились украинские патрули с сине-жёлтыми лентами на жупанах. На львовской ратуше был поднят сине-жёлтый флаг, изготовленный женой директора «Народной торговли» Марией Лазорко и установлен 17-летним вестником Степаном Паньковским. В 7 утра Дмитрий Витовский рапортовал Костю Левицкому о занятии Львова без человеческих потерь..
Утром 1 ноября 1918 года на государственных учреждениях были вывешены национальные украинские флаги и провозглашена Западноукраинская народная республика. Столицей стал Львов. Территория ЗУНР должна была включать украинские этнические земли, которые до сих пор принадлежали Австро-Венгрии — Галичину, Буковину и Закарпатье с населением около 6 млн человек. Вооружёнными силами стали украинские сечевые стрельцы. Утверждён герб государства — Золотой Лев на синем фоне и флаг — сине-жёлтый. Национальным меньшинствам гарантировались все права. Еврейское и немецкое население отнеслись к новому украинскому государству лояльно. Однако поляки 2 ноября подняли своё восстание и во Львове разгорелись уличные бои, которые переросли в украинско-польскую войну. Украинская-польская война в Галиции 1918—1919 — началась вооружённым выступлением против украинской власти в Львове объединённых польских подпольных военных организаций под командованием сотника Мончинского. Уже 1 ноября во Львове польское население города начало подготовку к отражению «Украинского мятежа». Польский штаб разместился в Доме техников (по современной улице Горбачевского) и Школе имени Сенкевича (сегодня — ул. Зализняка, 21). Под вечер 1 ноября в конце улицы Коперника появились первые вооружённые узлы польского сопротивления.
В память о Ноябрьском восстании в центре Львова названа улица. Ежегодно, 1 ноября, во Львове отмечают День Ноябрьского восстания.
Утром 1 ноября, сразу после перехода власти в городе в руки украинцев, польские лидеры Львова объявили о начале мобилизации. Одновременно началось укрепление польских кварталов города. В первой половине дня сохранялась напряжённая ситуация, хотя столкновений не происходило. Во второй половине дня польские формирования превратили Львовский политехнический институт и собор святого Юра в укреплённые пункты для сбора призывников. Улицы вокруг этих зданий были перегорожены баррикадами.
Тем временем украинские власти Львова не могли прийти к совместному решению, как отреагировать на «польскую активность в городе». Несмотря на это, и с украинской стороны начались приготовления к боям. В ночь с 1 на 2 ноября в городе установилось затишье, которое и украинцы, и поляки использовали как время для накапливания сил.
Ранним утром 2 ноября во Львове раздались первые выстрелы. В разных частях города начались бои, которые приобрели ожесточённый характер возле вокзала, товарной станции, складов оружия и продовольствия. В результате поляки овладели этими ключевыми точками, что им позволило дополнительно вооружить ещё 3000 человек. Первоначально сопротивление украинским сичевикам оказывали только 200 ветеранов мировой войны из Польской Организации Войсковой, имевших 64 винтовки и базировавшихся в школе имени Сенкевича на западной окраине города; однако уже на следующий день ряды польских защитников Львова насчитывали 600 человек, из них 140 подростков — харцеров, гимназистов и студентов, получивших за свою храбрость прозвище «львовских орлят» (наиболее известный среди них — тринадцатилетний Антос Петрикевич, погибший в бою и посмертно удостоенный ордена Виртути Милитари). Несмотря на бои, в тот же день между поляками и украинцами начались переговоры о выработке совместных соглашений и прекращении огня. Переговоры провалились, и 3 ноября уличные бои возобновились. К тому дню полякам удалось мобилизовать ещё 115 солдат, которым противостояло 205 бойцов украинских формирований. Но у поляков было численное превосходство в количестве профессиональных бойцов и офицеров, тогда как на украинской стороне преимущественно воевали рядовые.
Австро-венгерский губернатор во Львове передал власть вице-губернатору Владимиру Децкевичу, признанному УНР. 3 ноября УНР издал манифест о независимости Галиции. УНР принял декларацию о создании украинского государства на территории Галиции, Буковины и Закарпатья (хотя реально власть ЗУНР так и не была распространена ни на всю восточную Галицию, ни на территорию Закарпатья).
3 ноября польские формирования предприняли рейд на центр Львова, который был отражён украинцами. Тем временем с востока в город вошла 1000 Украинских сичевых стрельцов под командованием Грыця Коссака, которые уже 4 ноября были брошены в бой под железнодорожной станцией. 5 ноября поляки отбили атаку украинцев и сами перешли в наступление.

К 6 ноября 1918 года поляки, которые составляли большинство населения Львова и не желали быть частью ни одного другого государства, кроме польского, контролировали уже более половины города. 
С 5 по 11 ноября велась позиционная война возле центра Львова. Крупные сражения велись возле львовской Цитадели, казарм и кадетской школы. Все попытки сторон начать переговоры прерывались, так как каждый из противников считал город исконно своим. 12 ноября украинцы прорвали фронт, и поляки начали отступление от центра города. В такой неспокойной обстановке 13 ноября была провозглашена ЗУНР и создано её правительство — Государственный Секретариат во главе с Константином Левицким. В тот же день была создана Галицкая Армия.
Тем временем поляки прорвались в южную часть Львова, остановив наступление украинцев на окраины города и выйдя в тыл частям украинских войск. 14 ноября фронт снова изменился: украинцы вошли в северные кварталы города, выбив оттуда поляков. 15 ноября польские войска на автомобилях ворвались в северные кварталы Львова, вновь вернув контроль над ними. 16 ноября бои опять стали позиционными. Поляки, которым неделей ранее удалось овладеть Перемышлем, прислали по железной дороге во Львов 1400 пехотинцев, 8 артиллерийских орудий и 11 пулемётов. Также в город прибыл польский бронепоезд. Это сильно изменило соотношение сил в городе. Теперь превосходство было на стороне поляков — 5800 человек, когда украинцы имели всего 460 человек, из которых половина была непрофессиональными волонтёрами. Теперь бои шли между двумя полноценными армиями, польской и украинской, которые успели к тому моменту сформироваться, а не между полупрофессиональными нерегулярными формированиями.
Была сформирована Украинская Галицкая армия в составе 5-7 сотен хорошо вышколен добровольцев, офицерами в УГА пришло много австрийцев и офицеров русской армии.
21 ноября срок перемирия истёк. В 6 часов утра поляки начали общее наступление. Польский 5-й пехотный полк под командованием майора Михаля Каршевич-Токаржевского (львовянина родом) прорвался во Львов со стороны Перемышля, благодаря чему поляки приобрели перевес и к вечеру взяли в кольцо украинцев в центре Львова. Поляками было занято кладбище — стратегически ключевой пункт в городе. В ночь на 22 ноября полковник Стефанов приказал украинским частям покинуть Львов. Украинские части сосредоточились в 30 километрах на юге, востоке и севере города, взяв его в осаду. Утром поляки вошли в центр города. Однако польское командование было разочаровано тем, что смогло упустить 400 человек противника из «котла». Сразу после взятия города во Львове произошёл еврейский погром, хотя евреи и сохраняли нейтралитет в польско-украинском противостоянии. В результате погрома 50 евреев получило ранения разной степени, ещё около 7 были убиты.
16 февраля 1919 года Галицкая армия начала «Вовчуховскую операцию» по окружению группы польской армии, контролировавшей Львов. К 18 марта 1919 года операция провалилась и поляки сами начали наступление на восток ЗОУНР. В начале лета командование над УГА принял бывший генерал российской армии Александр Греков, который провёл удачную наступательную операцию, однако ввиду серьёзного неравенства сил УГА снова отступила за Збруч, на территорию Украинской народной республики (УНР). 20-24 июня войска Галицкой армии заняли Бережаны, Золочев, Рогатин, Бурштын, Ожидов и вышли на подступы к Львову. Однако уже 28 июня 40-тыс. польская армия, прорвав фронт Галицкой армии, перешла в контрнаступление от Брод до Коломыи.
7 июня 1919 года Галицкая армия начала «Чортковское наступление», в результате чего войска ЗУНР продвинулись к 24 июня вплотную ко Львову и Станиславу и заняли Тернополь. Однако 28 июня началось польское наступление и к 16 июля ГА была вытеснена на свои позиции от 7 июня.
Решением межсоюзнической комиссии в Париже Львов был оставлен под управлением Польши — до окончательного решения его судьбы. Как польские, так и украинские жертвы боёв во Львове и его окрестностях были похоронены на Лычаковском кладбище (см. Львовские орлята). Останки одного из неизвестных солдат, павших в этой борьбе, были захоронены в Варшаве, под монументом неизвестному солдату.
Позднее Польша заключила соглашение с Симоном Петлюрой, по которому она в обмен на отказ правительства УНР от претензий на Западную Украину оказала ему военную помощь в борьбе с большевиками и наступавшей Красной Армией. Румыния оккупировала Буковину, а Закарпатье страны-победители отдали Чехословакии. В июле 1919 года поляки получили Галицию, включив её в состав Второй Речи Посполитой.

## 1919—1939: в составе Второй Речи Посполитой
Во время Советско-польской войны в 1920 году город атаковали силы Красной Армии под командованием А. И. Егорова. С середины июня 1920 Первая Конная армия под командованием С. М. Будённого пыталась пробиться к городу с северо-востока. Город же готовился к обороне. Жители, в основном поляки, сформировали и полностью укомплектовали три полка пехоты и два полка кавалерии. Возводились оборонительные укрепления. Город обороняли три польские дивизии и один вспомогательный украинский пехотный полк.
После упорных боёв, длившихся примерно месяц, 16 августа Красная Армия перешла реку Западный Буг и, дополнительно усиленная восемью дивизиями красных казаков, начала штурм города. Бои проходили с тяжёлыми потерями с обеих сторон, но три дня спустя атака была отбита и ввиду общего перелома в войне Красная Армия отступила. За героическую оборону город был награждён польским орденом Virtuti Militari — «За мужество», наивысшей польской военной наградой. Этот орден был изображён на польском гербе города.
17 августа на окраине Задворья в бою (т. н. «Польские Фермопилы») группа львовских добровольцев под командованием капитана Болеслава Зайончковского задержала наступление Красной армии Семёна Будённого, большинство защитников погибло (318 человек), часть из них похоронена в братской могиле в Задворье, часть — на львовском военном кладбище Орлят, что на Лычаковском кладбище. Оборона Задворья остановила наступление большевиков на Львов. Во время боя погиб в числе других ученик 7-го класса Первой реальной школы Львова, участник обороны города 1918 года, кавалер орденов «Virtuti Militari» и «Крест Храбрых», Констант Заругевич. Его матери, польской армянке Ядвиге Заругевич, в 1925 году была предоставлена честь выбрать из числа неизвестных солдат, похороненных на кладбище Орлят, останки одного, для захоронения в Варшаве, в могиле Неизвестного Солдата.
Авантюрный штурм прочно укреплённого Львова (его защищало 7 пехотных дивизий, 6 бронепоездов, 50 боевых самолётов), на котором так настаивал член Реввоенсовета Юго-Западного фронта Иосиф Сталин, обескровил Первую конную армию. О львовской трагедии будущий генсек ЦК ВКП(б) быстро «забыл», свалив всю вину за поражение на польском фронте на командующего Западным фронтом Михаила Тухачевского.
После подписания Рижского мирного соглашения Львов отошёл к Польше и стал столицей Львовского воеводства. После событий 1918—1920 года принадлежность города к польской культуре поддерживалась патриотической пропагандой, культом героев, таких, как «львовские орлята».
В период межвоенной Польши Львов оставался крупным городом, вторым после Варшавы, важным центром науки и культуры. На весь мир была известна львовская математическая школа Гуго Штейнгауза и Стефана Банаха, которая развила теорию функционального анализа. В 1928 году профессор Львовского университета Рудольф Вайгль создал вакцину против сыпного тифа.
4 сентября 1931 года во Львове состоялся первый конгресс ФИТА — Международной федерации стрельбы из лука. В августе-сентябре того же года Львов принял первый чемпионат мира и Европы по стрельбе из лука.
Львовская футбольная команда «Погонь» 4 раза выигрывала чемпионат Польши по футболу, национальная сборная Польши некоторые игры проводила в городе Льва, за национальную команду регулярно играли игроки из львовских клубов.
Во Львове развилась самобытная городская субкультура львовских батяров, песни (львовский шансон) на специфическом сленге — львовской гваре, балаке — основанном на польской языковой основе с вкраплениями слов из украинского языка и идиша. Темой песен часто была любовь к родному городу:
Bo gdzie je szcze ludziom tak dobrze jak tu?

Tylko we Lwowie!

Gdzie śpiewem cię tulą i budzą ze snu?

Tylko we Lwowie!
С тех пор распространился обычай называть Львов «маленьким Парижем».
Большинство населения в городе в то время составляли поляки (свыше 50 %); евреев было около 30 %, украинцев около 15 %. Против украинского населения в Галиции польская власть проводила систематическую дискриминационную политику пацификации. Несмотря на это, во Львове стремительно развиваются украинские общественные и культурные процессы — кооперативное движение, Тайный украинский университет, здесь работали художники нового поколения Ирина Вильде, Богдан-Игорь Антоныч, Роман Сельский. В 1938 году Юлиан Дорош снял во Львове первый украинский полнометражный художественный фильм «К добру и красоте». В политическом движении на лидирующие позиции выдвигается молодёжь, объединённая в Организацию украинских националистов под руководством Степана Бандеры. Львов становится центром украинского национально-освободительного движения, Галичина превращается в «Украинский Пьемонт». Эту функцию город удерживал до 1990-х годов.

## 1939—1944: в период Второй мировой войны
В соответствии с пактом Молотова — Риббентропа Львов, как и вся Галичина должен был войти в состав Союза Советских Социалистических Республик. Из-за некоторого рассогласования 12 сентября 1939 года Вермахт начал осаду города.
Начальником обороны Львова с 12 по 22 сентября был Францишек Юзеф Сикорский. 19 сентября польские войска под командованием генерала Владислава Лангнера попытались провести контратаку, но она не удалась. 19 сентября части 6-й армии РККА подошли к городу. Частично, в составе головного разведывательного батальона 24-й танковой бригады, советская армия вошла во Львов, преодолевая сопротивление польских огневых точек, и около 5 часов утра заняла восточную часть города. Была установлена связь с польским штабом и предложено начать переговоры о сдаче города. В 8:30 немецкие войска в составе 137-го полка горной дивизии неожиданно начали атаку на запад и юг города, войдя в огневой контакт с советскими войсками. Противостояние продолжалось до тех пор, пока 20 сентября вермахт не отвёл свои войска от города. В соответствии с Секретным дополнительным протоколом к пакту Молотова — Риббентропа, в ночь на 21 сентября советские войска сменили немецкие и начали готовиться к штурму, назначенному на 9 утра 21 сентября. В назначенное время войска начали движение к городу, но польское командование возобновило переговоры. В 17:00 возле дрожжевого завода на восточной окраине города состоялась последняя встреча между польским и советским командованием. Со стороны Польши присутствовали: генерал В. Лангнер, подполковник К. Рыжинский, майор Я. Явич, капитан К. Чихирин, со стороны СССР: комбриг П. А. Курочкин, комбриг Н. Д. Яковлев, бригадный комиссар К. В. Крайнюков, полковник Фотченков, полковой комиссар Макаров, И. А. Серов. Вернувшись со встречи, Лангнер провёл совещание, на котором большинство офицеров высказалось за прекращение боёв. В 8:00 22 сентября Лангнер прибыл с подготовленными предложениями в штаб 24-й танковой бригады в Винники. В результате последнего раунда переговоров в 11:00 было подписано соглашение «о передаче города Львова войскам Советского Союза».
В 1939—1941 годах в городе дислоцировались советские войска, в частности, здесь находилось штаб 6-й армии Киевского Особого военного округа Красной Армии.
С октября 1939 года по конец апреля 1941 года в городе находилось штаб 2-го кавалерийского корпуса Киевского военного округа. Командир корпуса комдив Костенко, Фёдор Яковлевич (04.1939-26.07.1940). В июне — июле 1940 года корпус участвовал в военном походе по освобождению рабочих и крестьян от гнёта капиталистов и помещиков в Румынию — в Северную Буковину в составе 12-й армии Южного фронта. Командир корпуса генерал-майор Белов, Павел Алексеевич (14.03 — 26.11.1941). В конце апреля 1941 г. штаб корпуса убыл в Одесский военный округ.,,
С октября 1939 года по 8 июля 1940 года в городе Львове находилась 24-я легкотанковая бригада, командир бригады полковник Фотченков, Пётр Семёнович. 8 июля в районе Карлув, Снятын бригада начинает переформировываться в 8-ю танковую дивизию 4-го механизированного корпуса. С 15 июля дивизия перемещается к месту постоянной дислокации в г. Львов.
С 15 июля 1940 года по 22 июня 1941 года в городе находилась 8-я танковая дивизия 4-го мехкорпуса. Командир дивизии комдив Фекленко, Николай Владимирович.
С июля 1940 года по июнь 1941 года в городе находились штаб и корпусные части 4-го механизированного корпуса 6-й армии Киевского Особого военного округа Красной Армии. командир корпуса генерал-майор танковых войск Потапов, Михаил Иванович.
Очевидно, что ни местные поляки, ни украинцы не считались советским руководством своей опорой. Чтобы придать захвату легитимный вид, Советская власть организовала во Львове 22 октября 1939 года опереточное Народное Собрание Западной Украины, которое собралось в нынешнем здании Оперного театра, где торжественно провозглашено Воссоединение западноукраинских земель с Украинской Советской Социалистической республикой в составе Союза Советских Социалистических Республик. Сразу после этого начались массовые репрессии и депортация в Сибирь украинского и польского населения.
Большинство народа с энтузиазмом приняла новый строй. Снизился уровень безработицы, открыли новые школы, в которых обучали на языках русском, идиш и украинском. Начал деятельность еврейский театр, которым руководила Ида Каминская. В конце 1939-го и в начале 1940 года ликвидировано большинство мелких предприятий. Многие их без юридических оснований национализировали как капиталистические , а их владельцев депортировали в глубину СССР.
22 июня 1941 года массированной атакой Вермахта на западную границу СССР началась Великая Отечественная война. После начала немецкого вторжения в СССР 22 июня 1941 года ОУН начала попытки захватить город, однако оуновцы были оттеснены подоспевшими пограничниками. Перестрелки продолжались вплоть до 30 июня. Пока на линии фронта шли бои, сотрудники госбезопасности, чтобы не эвакуировать заключённых, истребили две с половиной тысячи украинцев, поляков и евреев, преимущественно интеллигенции, которые находились в тюрьмах «Бригидки», на Лонцкого и Замарстыновской тюрьме.
Последнее советское подразделение оставило Львов ночью с 28 на 29 июня, а первые немецкие подразделения вошли в город 29 июня, около 11 час. утра. 30 июня 1941 года во Львов вошла немецко-фашистская армия. Одним из первых по улице Яновской (нынешней Шевченко) в город вошёл батальон «Нахтигаль», который находился в составе абвера и был укомплектован из украинских националистов, сторонников ОУН Степана Бандеры, возглавляемых Романом Шухевичем.
30 июня на площади Рынок бандеровцы провозгласили Акт восстановления Украинского государства, не спрашивая разрешения немцев. По завершении заседания львовской радиостанцией, находившейся под контролем «Нахтигаля», текст «Акта» был передан в эфир на немецком и украинском языках. На башне Княжеской горы был поднят национальный украинский флаг. Этим шагом они настроили против себя немецкое командование и против украинских националистов начались репрессии. В концлагерь Заксенхаузен был заключён и Степан Бандера.
Немецкая администрация сразу же запятнала себя убийством львовских профессоров 3-4 июля 1941 года. Канадский историк Джон-Пол Химка пишет что украинские националисты-бандеровцы из ОУН(б) под руководством  Ярослава Стецько выступили одной из главных движущих сил львовского погрома, который происходил с 30 июня по 2 июля 1941 года и жертвами которого стали несколько тысяч евреев. Есть сведения об участии в этих преступлениях и украинских националистов из батальона «Нахтигаль». Однако такие акции осуществляли зондеркоманды, которые были в подчинении Службы Безопасности (СД), а «Нахтигаль» подчинялся абверу (военной разведке), который имел другие задачи. Хотя это не противоречит возможности участия отдельных солдат батальона в зверствах.
Вместе с тем немецкое командование приказало открыть советские тюрьмы и показать жителям города трупы расстрелянных заключённых. Немцы сразу же запустили версию, что убийцами были евреи на службе в НКВД, и среди замученных евреев нет. И первое, и второе было неправдой. Процент евреев, служивших в НКВД, не превышал десять процентов, и были это люди из-за Збруча, потому что местных «не ангажировали» к службе в НКВД, разве что в роли мелких сыщиков. Поскольку настоящим виновникам отомстить было невозможно, ибо, спалив все документы, они ушли вместе с Красной Армией, толпа решил отомстить евреям. Чего немцы и добивались. В город вошло несколько тысяч украинцев, вооружённых дубинками. Евреев, которых они встречали на улице, били палками, вытаскивали их из домов и ворот, отводили на ул. Лонцкого и заставляли откапывать трупы. В течение нескольких дней в окрестностях Львова погибли около трёх тысяч евреев.
1 августа 1941 года во Львове создана администрация немецкого дистрикта Галичина, вошедшего на правах пятого дистрикта в состав Генерал-губернаторства, созданного на территории бывшей Польши с центром в Кракове. Выходила газета «Свободная Украина», которую немцы вскоре переименовали в «Львовский дистрикт». В этой газете можно было прочитать, что после нордической расы лучшей является раса динарская, а её «чистыми» представителями являются украинцы. Поляки и венгры являются «обжидившимися», а потому относятся к низшей расе.
Во Львове созданы концентрационные лагеря Шталаг-329 в Цитадели, в котором они уничтожили свыше 140 тысяч советских, итальянских и французских военнопленных, и Яновский концлагерь (теперь исправительно-трудовая колония № 30) в конце улицы Шевченко, для уничтожения еврейского населения. Еврейское население согнали в гетто в северной части города за железнодорожной колеёй.
Яновский трудовой лагерь (DAW Janowska) был создан в сентябре 1941 года изначально только для евреев из львовского гетто, которое по величине было третьим, после Варшавского и Лодзинского гетто. В октябре 1941 там находилось 600 евреев работающих слесарями и плотниками. С 1942 в лагере также содержались и поляки и украинцы, которых потом перевозили в Майданек. Действовал до июня 1944 года. Здесь было уничтожено от 140 до 200 тысяч евреев, поляков, украинцев.
В начале 1943 года Роман Шухевич, который демобилизовался из военной полиции Шуцманшафт и которому грозил арест гестапо за участие в провозглашении Акта восстановления Украинского государства, переходит в подполье. Имея опыт партизанской войны в белорусских лесах, он организует переход украинских националистов, служивших в немецкой полиции, в полесские леса Ровненской области. Эти территории принадлежали к другой оккупационной структуре, рейхскомиссариату «Украина» с гораздо более жестоким режимом правления, чем в Галичине, здесь действовали отряды Украинской Повстанческой Армии под командованием Тараса Бульбы-Боровца. Бандеровцы начали вливаться в УПА, введя строгую дисциплину и расширили её структуру на всю территорию Украины. В ноябре 1943 года Роман Шухевич занял пост главного командира УПА.
В 1943 году немцы истребили львовское гетто. С этим Львов потерял своё еврейское население. Накануне Холокоста около трети львовян были евреями (более 100 000), подавляющее большинство которых не дожили до освобождения города Красной армией. Когда 27 июля 1944 года советские войска взяли Львов, в нём оставалось менее 300 евреев, прятавшихся в городе и канализации. Несколько тысяч детей было спасено активистами польской правительственной организации Жегота (Żegota — Совет помощи евреям на оккупированной территории Польши).
Евреев укрывали и в монастырях и церквях Украинской грекокатолической церкви. Среди спасшихся в Свято-Юрском соборе во Львове был главный ортодоксальный раввин города Давид Кахане.
В 1942—1944 годах в городе действовало коммунистическое подполье (организация Народная гвардия имени Ивана Франко), разведчик Николай Кузнецов ликвидировал вице-генерал-губернатора дистрикта Галиция Бауэра и начальника канцелярии губернаторства Шнайдера.
28 апреля 1943 г. во дворце бывших императорских наместников Галиции на ул. Чарнецкий (теперь В. Винниченко, 14 — здание облгосадминистрации) при участии руководства дистрикта «Галиция», представителей украинской общественности и духовенства Львова состоялось торжественное провозглашение Акта о создании украинского формирования с названием — Стрелецкая дивизия СС «Галичина». Среди присутствующих были почётный гость из Вены известный галицкий военачальник, бывший военный министр ЗУНР, генерал В. Курманович, председатель УЦК В. Кубийович, губернатор А. Вехтер, представитель Генерального Губернаторства Л. Лёзакер, деятели правления дистрикта О. Бауэр (убит советским разведчиком Н. Кузнецовым в марте 1944 г.), полковник Бизанц.
Военную управу возглавил полковник Альфред Бизанц, уроженец с Дорнфельд (теперь Николаевского района, Тернопольской области), бывший активный участник украинского освободительного движения, командир 7-й Львовской бригады УГА, подполковник Армии УНР. В состав Управы А. Бизанц привлёк известных украинских общественно-политических и военных деятелей Львова: А. Навроцкого, который стал его заместителем, И. Рудницкого, А. Палия. Л. Макарушка, В. Билозира, Б. Гнатевича, М. Островерха, о. В. Лабу, а также надднепрянцев — полковников Армии УНР (позже генералов) Д. Манзенко и В. Малеца. Главную женскую Секцию при Управе возглавила Анна Гачкевич.
18 июля 1943 из Львова на обучение в лагеря выехал первый сформированный стрелковый полк. Провожали его торжественно. На площади перед Цитаделью главным духовным лицом дивизии о. В. Лабой отслужена Служба Божья. После этого состоялись манифестация и парад перед Оперным театром, дефилада на главном вокзале и прощания. В мероприятиях приняли участие представители немецкой власти и украинства, тысячи львовян. Большинство добровольцев из Львова составили 6-й стрелковый полк, который под командованием подполковника Кюна уехал во Францию и проходил подготовку в городке По-и-Тарб. Общественность Львова поддерживала тесные связи с «Галичиной». Её представители вместе с А. Вехтером и А. Бизанцем неоднократно выезжали в галицкие полки во Францию и Германию. Военных развлекала труппа театра «Весёлый Львов». Женщины Львова собирали для дивизионников подарки, в частности на Рождество 1944 г. отправлено 15692 пакетов.
Во время наступления Красной Армии, после разгрома немцев под Бродами во Львове 23 июля 1944 года началась военная операция польской подпольной Армии Крайовой с целью занятия Львова и Галиции и с этих позиций вести переговоры по устройству польско-советской границы. Она получила название «Операция Буря».
В ходе Львовско-Сандомирской операции Красной армии бои подо Львовом отличались необыкновенным упорством. Сложная география местности, болота и постоянный дождь создавали большие проблемы советским войскам. Кроме того, из-под Станислава (Ивано-Франковска) немцы подтянули три дивизии.
13 июля 1944 войска 1-го Украинского фронта под командованием маршала Ивана Конева начали Львовско-Сандомирскую операцию. Непосредственно на львовском направлении действовали 38-я, 6-я общевойсковые, 3-я гвардейская и 4-я танковые армии и конно-механизированная группа генерала С Соколова. Их боевые действия поддерживала 2-я воздушная армия генерала С. Красовского, ещё с весны осуществлявшая массированный налёт на Львов. С 9 апреля её самолёты с 20:30 вечера до 2:00 ночи напролёт бомбили аэродром Скнилова, главный вокзал, станции Подзамче и Персенковки, сбросили тяжёлые бомбы на жилые кварталы улиц Городецкой, Коперника, Петра Могилы, Сапеги и пригородных посёлков Збоиска, Кривчицы, Козельников, Сокольников — всего на 318 пунктов. Вследствие этого около ста жителей погибли и 400 были ранены. Жестокие налёты продолжались в мае, июне и июле (почти ежедневно).
Битва советского войска за Львов началась Бродовской битвой, в которой активное участие приняла 14-я добровольческая пехотная дивизия СС «Галиция», сформированная из украинских коллаборантов. После разгрома Бродской группировки 3-я и 4-я танковые армии генералов П. Рыбалко и Д. Лелюшенко вместе со стрелковыми частями 38-й и 60-й армий стремительно повели наступление на запад, а когда приблизились к Львову, начали обходить его с севера и юга. Под угрозой полного окружения командующий группой армий генерал И. Гарпе 23 июля отдал приказ своему войску оставить город и отходить в сторону Самбора. Перед отступлением немцы уничтожили ряд объектов и коммуникаций, подожгли склады горючего. Над Львовом поднялись высокие столбы дыма.
План операции «Буря» имел специальный раздел, касающийся Львова. Он предусматривал на первом этапе, при приближении фронта, развернуть саботажные акции на коммуникациях противника, но только вне Львова в радиусе не менее 10 км. Допускались акции в районах, заселённых украинцами. Во время отступления немцев из Львова рекомендовалось вести боевые действия только в окрестностях, прежде всего западных и южных. Запрещалось вести бои в центральной части города. План требовал ликвидировать всевозможные направленные на овладение Львовом выступления украинцев. После вступления войск Красной армии Армии Крайовой предлагалось представлять польскую власть во Львове.
7 июля 1944 командующий Львовского округа АК полковник Владислав Филипковский получил ожидаемый приказ генерала Соснковского начать реализацию плана «Буря»: любой ценой овладеть Львовом, создать польскую администрацию, которая представляла бы правительство Польши перед войсками 1-го Украинского фронта. Для осуществления плана «Буря» В. Филипковский имел около 7 тысяч вооружённых воинов. Непосредственно во Львове действовали трёхтысячная 5-я дивизия пехоты, 14-й полк улан и несколько отрядов местных добровольцев. Кроме того, вне Львова были готовы к действиям так называемые «лесные отделы» — боевые группы «Восток» (910 воинов АК), «Юг» (150), «Запад» (550), «Сян» (600) и «Север»(150), которые должны были парализовать деятельность транспортных коммуникаций.
С 13 июля 1944 года в операции принимал участие 11-й гвардейский миномётный полк реактивной артиллерии. С 22 по 24 июля 3-я гвардейская танковая армия совершила удачный манёвр, главными силами обошла Львов с севера и развернула наступление на Львов с запада. Город оказался в кольце и через двое суток был взят. 22 июля 1944 в утренние часы на Львов с юго-восточной стороны (улица Зелёная) ударила 29-я советская моторизовання бригада из 10-го корпуса 4-й танковой армии. Из-за отсутствия пехоты, которая была необходима в боях на территории города, очень охотно была принята помощь подразделений Армии Крайовой.
Когда немецкая оккупационная администрация дистрикта «Галиция», учреждения гестапо и полиции в ночь на 23 июля покинули город, части АК утром атаковали колонны немецких 20-й моторизованной и 101-й горной дивизии вермахта, которые отступали. Во время боёв полякам удалось захватить предместья Голоску, Погулянку, кварталы в районах улиц Кохановского (теперь К. Левицкого), где в доме 23 разместился штаб восстания, улиц Зелёной, Яблоновских (теперь Ш. Руставели), Бема (теперь Я. Мудрого), К. Лещинского (теперь Братьев Михновских), а также некоторые объекты города. Особенно отличился в боях 14-й полк улан, который даже захватил несколько немецких танков.
25 июля в бои за Львов вступили войска фронта маршала И. Конева. Первыми на улицы города прорвались танкисты генерала Д. Лелюшенко. 26 июля подразделения 10-го гвардейского танкового Уральского добровольческого корпуса проникли на площадь Рынок и подняли над ратушей красный флаг. Со стороны Городка по Городоцкой и Яновской (теперь Т. Шевченко) продвигались части генерала П. Рыбалко, которые в районе Клепаровской разбили тыловые подразделения 101-й немецкой дивизии. Из района Дублян и Винников атаковали город дивизии 60-й армии генерала П. Курочкина. Части 38-й армии заняли Знесенье и окружили немцев в районе Высокого Замка.
24-26 июля 1944 года на подступах к Львову шли ожесточенные бои. 4-я танковая армия, обойдя Львов с юга, ворвалась на окраине города и завязала уличные бои. Экипажу танка Т-34 «Гвардия» 63-й гвардейской танковой бригады 10-го гвардейского Уральского танкового корпуса под командованием лейтенанта А. Н. Додонова было приказано прорваться к центру города и поставить Красный флаг на башне здания Львовского горсовета. Преодолевая сопротивление немцев, машина на большой скорости промчалась по улицам Львова и остановилась у подъезда горсовета. Радист А. Марченко с группой автоматчиков, уничтожив немецкую охрану, ворвался в здание и поставил над городом красное знамя. Марченко был тяжело ранен и через несколько часов скончался. Посмертно он был награждён орденом Отечественной войны 1-й степени. А. Марченко стал первым почетным гражданином Львова. В его честь на здании городского Совета была установлена мемориальная доска, а на могиле установлен памятник.
Части Красной армии и Армии Крайовой вели боевые действия против немцев совместно, как союзники. В тесном взаимодействии с АКовцами, которые хорошо знали город, советская армия в течение 27 июля овладела центром Львова, районом главного вокзала, Цитадели. К концу дня бои за освобождение города от немцев победно закончились. В бесспорно тенденциозном отчёте командира 14-го полка уланов майор «Дража» (офицер югославской армии, бежавший из немецкого плена и вступивший в АК) писал: «Город заняли польские отделы повстанцев, а советские бронетанковые подразделения только помогали им. На всех домах были видны только бело-красные флаги. Генерал Филипковский комендант округа, в новом обмундировании находился со своим штабом на улице Кохановского, 23. Полковник Червинский, командир округа, был комендантом города, а порядок удерживала полиция АК». Следует отметить, что его 14-й полк действительно сражался упорно, за что получил благодарность советского командования.
В течение двух дней улицы Львова вместе с красноармейцами патрулировали аковские воины с бело-красными повязками на рукавах, а на многих домах были установлены бело-красные флажки. На ратуше с 26 июля развевался польский флаг, а ниже, на рогах башни — ещё четыре: флаги США Англии, Франции и СССР. Лондонское правительство Польши считало осуществление операции «Буря» во Львове чрезвычайно успешным. Её руководитель полковник В. Филипковский был повышен в чине до генерала бригады и в составе группы ведущих офицеров Львовского округа награждён орденом Виртути Милитари.
Однако период мирного сосуществования войск Красной армии и Армии Крайовой, а затем советской власти с польскими структурами быстро закончился. 27 июля В. Филипковский установил контакты со штабом 1-го Украинского фронта, на следующий день его вызвали на приём к представителю НКВД комиссару госбезопасности Грушке, где однозначно заявили, что Львов — советский город, и выдвинули требования: немедленно снять польские флаги в городе, прекратить патрулирование, сосредоточить части в казармах и сложить оружие. Польский генерал подписал соответствующий приказ военным Львовского округа АК и по предложению Грушки 30 июля самолётом вылетел в Житомир, где якобы находился штаб командующего Войска Польского генерала Роля-Жимерский. В Житомире он и командующие Тернопольского округа — полковник Студзинский и Львовского района — полковник Червинский были арестованы и оказались в одном из концлагерей Сибири. На следующий день командование Львовского района и округа, командиры частей АК и чиновники польской администрации были приглашены органами советской власти на совещание в штабе округа на ул. Кохановского, 23. Когда поляки собрались, дом окружили энкаведисты и всех 32 участников совещания, среди них четыре женщины, посадили в тюрьму на ул. Лонцкого. Позже их осудили на 10-20 лет заключения. 2 августа был издан последний приказ АК о ликвидации 3-го Львовского округа, а личному составу его частей во Львове было предложено вступить в Войска Польского или быть интернированными до конца войны. Подавляющее большинство солдат и офицеров отказались идти в армию под командованием дезертира, приговорённого к смерти польским военным судом, и попали в советские концлагеря. Некоторым удалось перейти на нелегальное положение, или бежать за Сан и присоединиться к действующим в Польше частям АК.
Уже на второй день после вступления советских войск во Львов начала деятельность оперативная группа ЦК КП(б)У во главе с И. Грушецким (партийный и советский работник города). Новая власть прежде отметила боевые заслуги советского генералитета. Постановлением обкома партии от 14 августа 1944 маршалу И. Коневу, генералам Д. Лелюшенко и П. Курочкину были подарены прекрасные особняки. Кстати, один из них принадлежал сыну Каменяра, Петру Франко, которого энкаведисты убили в июне 1941 г.
Период немецкой оккупации закончился. Львов снова на полвека стал советским.

## 1944—1991: в составе Украинской Советской Социалистической Республики
С 1944 года Львов становится административным центром Львовской области УССР.
Согласно договору между Советским Союзом и Польской Народной Республикой об обмене населением в 1946 году Львов, как и всю Галицию, покинуло подавляющее большинство польского населения. На их место прибыли переселенцы из России, русскоязычные евреи и украинцы с Востока. Лемков, прибывавших из Польши, зато селили не во Львове, а в периферийных районах Западной Украины, а то и дальше. Так в городе в очередной раз изменилось население, он стал самым украиноязычным (около 80 %) городом.
Украинская греко-католическая церковь была присоединена к Русской православной церкви на Львовском соборе 1946 года. Примечательно, что наряду с этим во Львове остались действовать два римско-католических костёла. Против УПА велась беспощадная война, сопровождавшаяся репрессиями против местного населения. Лояльное к УПА население депортировалось в Сибирь. 5 марта 1950 года на конспиративной квартире в селе Белогорща на окраине Львова погиб лидер УПА Роман Шухевич.
В это период было построено несколько промышленных гигантов: Львовский автобусный завод, Львивхимсильмаш, Львовский завод автопогрузчиков, Львовский авиаремонтный завод, Танкоремонтный завод, «Электрон», «Кинескоп», «Полярон» и другие. Город требовал рабочих и в 1950-х и особенно 1960-х годах сюда массово переселяются жители окрестных сёл. Были построены большие спальные районы: Южный, Серебристый, Сихов, Рясне, Майоровка, Збоище и др.. На базе факультетов Львовского университета, Львовской Политехники, Консерватории, средних учебных заведений времён Польши и Австро-Венгрии открыты педагогический (в 1960 году переведён в Дрогобыч), медицинский, лесотехнический, сельскохозяйственный, зооветеринарный институты, Институт прикладного и декоративного искусства, Украинский полиграфический институт, Институт физической культуры. В 1971 году во Львове был открыт Западный научный центр Академии наук УССР.
Первым крупным машиностроительным предприятием Львова стало производственное объединение «Львовхимсельхозмаш», которое выпускало сельскохозяйственные машины. Первая его продукция была выпущена в 1948 году. Продукция завода неоднократно получала золотые медали международных ярмарок и выставок.
Вскоре после этого вступил в строй Львовский завод автопогрузчиков, продукция которого поставлялась по всему Советскому Союзу.
В советское время Львов продолжил славные традиции своей математической школы. В 1946—1963 годах формируется и работает под руководством члена-корреспондента АН УССР Я. Б. Лопатинского, известного специалиста по дифференциальным уравнениям, т. н. вторая львовская математическая школа.
В 1969 году «Карпаты» стали единственным футбольным клубом из низшей лиги, который завоевал Кубок СССР.
В советское время Львов оставался важным культурным центром УССР. В конце 1970-х годах здесь работали пять театров, филармония, около 40 кинотеатров, цирк, 46 Дворцов культуры, 12 крупных музеев, более 350 библиотек.
Во Львове было больше христианских храмов: треть приходов Русской православной церкви была в Галиции (ранее эти приходы принадлежали УГКЦ); с началом хрущёвской «оттепели» Львов снова стал базой украинского национально-освободительного движения шестидесятников. Здесь возникают подпольные кружки (Украинский национальный комитет Богдана Грицина и Ивана Коваля (1957—1961), Украинский рабоче-крестьянский союз Левко Лукьяненко (1959—1961), филиал Украинского национального фронта (1963—1967), украинский национально-освободительный фронт Зоряна Попадюка (1968—1973)), официально действовал Клуб творческой молодёжи «Подснежник» под руководством Михаила Косива (1962—1965). С 1970—1971 годов Вячеслав Чорновол подпольно издавал самиздатовский журнал «Украинский вестник». Однако советская власть жестоко преследовала шестидесятников — лидеры приговаривались к самому суровому наказанию, остальные к длительным срокам заключения. Начиная с 1976 года украинские диссиденты вступают в Украинскую Хельсинкскую группу.
С началом перестройки набирает силу национально-освободительное движение. В августе 1987 года Чорновол возобновляет выпуск «Украинского вестника» и вместе с Михаилом Горынем в подпольных условиях превращают Украинскую Хельсинкскую группу в Украинский Хельсинкский союз. Возникают многочисленные официальные культурные и мемориальные общества, первым из которых было Tоварищество Льва основанное в октябре 1987 года. 20 сентября 1987 года во время празднования Дня города Львова состоялась первая на Украине политическая демонстрация (Алик Олисевич), её участники создали в октябре 1987 года правозащитную группу «Доверие». В мае 1988 года во Львове возник инициативный комитет Народного Фронта. Первый этап национально-освободительного движения сопровождался преследованиями властей и репрессиями. Борьба продолжилась весной 1989 году с возникновением Народного Руха Украины за перестройку и увенчалась победой на выборах во Львовский областной и городской советы в марте 1990 года. Председателем Львовского областного совета стал Чорновол. Национально-освободительная борьба была перенесена в Киев, где провозглашена независимость Украины 24 августа 1991 года.
17 сентября 1989 во Львове состоялась крупнейшая в то время стотысячная демонстрация за возрождение украинской независимости и Греко-Католической Церкви. Живая цепь соборности между Львовом и Киева 21 января 1990 года, когда одновременно взялись за руки миллионы украинцев, стал вехой на пути восстановления украинского государства. 3 апреля 1990 над львовской Ратушей впервые на Украине, взвился сине-жёлтый государственный флаг. На празднование принятия Акта о государственной независимости Украины 24 августа 1991 года следующего дня на улицы города вышли сотни тысяч львовян.
В конце 1980-х годов начался процесс организации национальных обществ и различных организаций поляков, в 1988 году был восстановлен выход старейшей польскоязычной газеты («Gazety Lwowskiej»). Среди части поляков, в особенности пожилых, продолжает использоваться львовский польский говор (gwara lwowska); в то же время в польской львовской речи ощутимы влияния украинского и русского языков — в морфологии, лексике, грамматике и во всех полных и частичных системах языка.

## После 1991: в составе независимой Украины
Львов остался административным центром Львовской области независимой Украины.
В 1998 году ансамбль исторического центра Львова и Собор святого Юра были признаны ЮНЕСКО объектами всемирного культурного наследия под порядковым номером 865. Через год в городе был проведён Шестой саммит президентов стран Центральной и Восточной Европы, а 2001 года город посетил Папа Римский Иоанн Павел II.
В 2005 году из Львова в Киев была переведена резиденцию митрополита Украинской греко-католической церкви.
Львов также являлся одним из 4 принимающих украинских городов, ЕВРО-2012. 29 октября 2011 года во Львове состоялось открытие стадиона «Арена Львов». Стадион пятого поколения, один из самых современных в Европе.
В начале XXI века Львов остаётся крупным региональным центром, культурной и туристической столицей Украины. В городе проводится всего в стране фестивалей и здесь больше памятников архитектуры. Город сохранил свой образовательный потенциал.